# 澳門巴士25路線
澳門巴士25路線是由新福利經營，往返關閘和路環市區的巴士路線。

## 簡介及歷史
- 1990年8月15日，更改13路線編號為25，服務時間為07:00-23:00，班距15分鐘，5月至10月延伸路線至黑沙海灘，但於1995年改為全年行經。

- 2005年2月1日，本線延長走線，往返取消途經嘉樂庇總督馬路，改行澳門運動場及望德聖母灣大馬路。

- 2005年4月8日，為配合嘉樂庇總督大橋進行維修和亞馬喇前地改造工程，本線改道行駛，取消停靠亞馬喇前地中國銀行大廈旁的巴士站，並取消途經蘇利安圓形地及亞馬喇前地，改行西灣大橋前往氹仔，以及改行友誼大橋返回澳門。[1]
  - 澳門→氹仔：原線 → 殷皇子大馬路 → 亞馬喇前地 → 蘇亞利斯博士大馬路 → 何鴻燊博士大馬路 → 西灣湖景大馬路 → 西灣大橋 → 海洋花園大馬路 → 史伯泰海軍將軍馬路 → 原線
  - 氹仔→澳門：原線 → 氹仔東北馬路 → 友誼大橋 → 外港碼頭天橋 → 羅理基博士大馬路 → 原線

- 2005年10月5日，嘉樂庇總督大橋恢復有限度通車，本線恢復原線行駛。[2]

- 2005年10月20日，配合巴士站合併，取消停靠「台山」及「新城市花園」站，新增停靠「巴波沙大馬路」站。

- 2006年11月27日，配合塔石廣場工程，取消停靠「塔石／衛生中心」站。

- 2006年8月22日，澳門政府鑑於澳巴旗下巴士在9日內接連發生多宗重大交通事故，勒令澳巴要停駛旗下46部車齡超過12年的巴士。本線全線用車需由日產Cilivian改為使用中國深圳五洲龍出產的大巴。

- 2008年3月19日，受工程影響，臨時停靠「亞馬喇前地」站。

- 2008年3月28日，永久停靠「亞馬喇前地」站，取消停靠「殷皇子馬路／葡京」站。

- 2009年1月20日，配合道路開闢，取消停靠「路氹連貫公路／科技大學」站，新增停靠臨時站（即現時「望德聖母灣馬路／連貫公路」站）。[3]

- 2009年10月18日，配合交通事務局實施第三階段巴士路線調整，往關閘新增停靠「亞馬喇前地」站。[4]

- 2010年12月8日，本線往氹仔取消途經高士德大馬路，改經美副將大馬路。[5]

- 2010年5月12日，由交通事務局研發的「公共巴士報站系統」正式試用，本線為其中一條試行提供此服務的路線。[6]

- 2011年6月12日，配合交通事務局實施第四階段巴士路線調整，取消停靠「新世紀酒店」、「氹仔大中華廣場」站。[7]

- 2011年8月1日，本線改由新福利營運，調整本線服務時間為06:05-00:05，班距10-15分鐘，新增停靠「運動場圓形地」站。

- 2011年8月28日，新增停靠「史伯泰／麗景灣」站。[8]

- 2011年12月10日，配合巴士站分流，取消停靠「高士德／紅街市」站。[9]

- 2012年6月1日，新增停靠「連貫公路／金沙城中心」站。[10]

- 2013年3月26日，調整進入石排灣公屋社區。取消停靠「石排灣馬路」、「和諧圓形地」、「重型車輛駕考中心」、「路環小型賽車場」站，新增停靠「石排灣總站」、「石排灣／居雅大廈」、「石排灣／樂群樓」站、「石排灣總站」。[11]

- 2014年3月15日，配合巴士站分流，取消停靠「氹仔花城」站；另外，取消途經北京街、何賢公園、筷子基，新增停靠「蓮峰游泳池」站。[12]

- 2014年12月18日，配合關閘邊檢大樓實行新通關安排，調整本線服務時間為05:35-01:15。

- 2016年1月16日，調整本線服務時間為05:30-01:15，班距6-15分鐘。[13]

- 2016年5月7日，配合工程，取消停靠「運動場道」站。

- 2016年8月20日，去程「石排灣總站」改名為「和諧廣場／業興大廈」，「石排灣／居雅大廈」站改名為「樂居大馬路／居雅大廈」。回程「石排灣／樂群樓」站改名為「樂居大馬路／樂群樓」，「石排灣總站」改名為「和諧廣場／樂群樓」站。[14]

- 2016年9月24日：[15]
  - 「孫逸仙馬路／三家村」、「泉亮花園」站合併，分別命名為「泉亮花園」、「泉裕豪庭」站，改停靠「泉亮花園」站。
  - 「亞利雅架前地」站與「寶龍花園」站合併，命名為「百利寶花園」站。

- 2016年10月9日，配合氹仔運動場圓形地及周邊道路恢復，恢復停靠「澳門運動場」站、「運動場圓形地」臨時站。[16]

- 2016年11月18日，因應路面實際情況及客況，交局允許巴士公司自行安排本線的部分班次以跳站形式運行，若關閘周邊道路擁塞嚴重時，將由關閘總站開出後跳站至“市政狗房”站後繼續原線行駛。[17]

- 2017年2月25日，取消途經澳門運動場及望德聖母灣，回復12年前的嘉樂庇走線。[18]

- 2017年5月6日，路環區之總站由「黑沙海灘」縮短至「路環市區」，並增加繁忙時間班次，同時減少非繁忙時間的班次。此改動令本線回復至1990年開線時的「關閘往返路環市區」走線。[19]

- 2017年8月23日，颱風天鴿襲澳，關閘總站受到嚴重風暴潮破壞，本線澳門區總站改為「巴波沙大馬路」。[20][21]

- 2017年12月20日，往路環方向取消停靠「路氹邊檢大樓」站，改停靠「路氹邊檢大樓-1」分流站；往澳門方向維持停靠「路氹邊檢大樓-2」站。

- 2018年6月16日，恢復停靠「關閘馬路」站，取消停靠「三角花園」站。

- 2018年10月27日，為明確巴士站位置及讓巴士服務更符合市民出行需要，「蓮花圓形地-1」站更名為「蓮花圓形地」。

- 2018年12月15日，關閘總站重開，本線恢復以該站為總站，維持停靠現有站點並按原線行駛。[22][23]

- 2019年3月9日，為明確巴士站位置，「亞利雅架前地／泉悅」站改名為「信虹花園」。

- 2019年7月27日起，“十月一日前地”站改名為“十月一號前地”。

- 2020年3月12日起，“水坑尾街”站改名為“水坑尾／天神巷”。[24]

- 2020年4月18日，亞馬喇前地整治土建工程完工，取消停靠「葡京酒店」站。

- 2020年8月18日14:30起，因路氹邊檢大樓停用，取消停靠“路氹邊檢大樓-1”、“路氹邊檢大樓-2”站，往返程新增停靠“蓮花大橋”站。[25]

- 2021年1月9日起，往返程取消停靠「蓮花大橋」站，新增停靠「蓮花路停車場」站。[26]

- 2022年3月26日起，新增停靠位於路氹連貫公路行人天橋近澳門倫敦人酒店一側的「連貫公路／倫敦人」站，原「連貫公路／倫敦人」站更名為「連貫公路／巴黎人花園」。[27]

- 2022年6月25日至8月30日，因應市政署開展“雅廉訪大馬路排洪雨水管道下游管段擴容工程”，暫不停靠“蓮峰游泳池”，改停靠“白朗古將軍馬路”。[28][29]

- 2022年7月11日至17日，本線改以特別巴士專線方式營運，僅供特許人士乘搭。[30][31]

- 2022年7月18日至22日，因宣佈延長“相對靜止管理”措施，本線維持上述措施。[32]

- 2022年12月3日起，新增停靠“連貫公路／威尼斯人”站。[33][34][35]

- 2023年1月18日，新增停靠“聯生圓形地總站”站，取消停靠“聯生圓形地”站，並調整為循環線。進入“聯生圓形地總站”後，可按需要作短暫停留。[36][37]

## 使用車輛
- 本線開辦初期，澳巴主要以日產Civilian小巴行駛。隨著客量增長，原有的日產小巴不足以應付龐大需求，加上日產小巴年事已高需要被淘汰，本線開始採用五洲龍生產的大型巴士行駛。

- 2011年8月1日後，新福利使用蘇州金龍KLQ6108GQ30行駛本線。

2022年6月27日前：
- 蘇州金龍KLQ6108GQ28E4
- 蘇州金龍KLQ6108GQE5

2022年6月27日起：
- 蘇州金龍KLQ6108GQE5

2022年7月5日起：
- 蘇州金龍KLQ6108GQ28E4
- 蘇州金龍KLQ6108GQE5

2023年1月11日起：
- 蘇州金龍KLQ6108GQ28E4
- 蘇州金龍KLQ6108GQE5
- 蘇州金龍KLQ6106GHEV

2023年1月23日起：
- 蘇州金龍KLQ6108GQ28E4
- 蘇州金龍KLQ6108GQE5

2023年1月27日起：
- 蘇州金龍KLQ6108GQ28E4
- 蘇州金龍KLQ6108GQE5
- 蘇州金龍KLQ6106GHEV

2023年12月10日起：
- 蘇州金龍KLQ6108GQ28E4
- 蘇州金龍KLQ6108GQE5
- 蘇州金龍KLQ6106GHEV
- 蘇州金龍KLQ6106GHEV1

## 電牌
| 往路環方向                    | 往路環方向             | 往路環方向 |
| 日期                          | 頭牌                   | 圖例       |
| ----------------------------- | ---------------------- | ---------- |
| 2017年5月6日前                | 黑沙海灘               |            |
| 2017年5月6日起                | 路環巿區               |            |
| 往澳門方向                    |                        |            |
| 日期                          | 頭牌                   | 圖例       |
| 2017年8月23日前               | 關閘                   |            |
| 2018年12月15日起              | 關閘                   |            |
| 2017年8月23日至2018年12月15日 | 巴波沙大馬路（近關閘） |            |

## 路線資料

### 收費
| 收費類別     | 收費類別                      | 收費類別             | 費用 |
| ------------ | ----------------------------- | -------------------- | ---- |
| 現金         | 現金                          | 現金                 | $6.0 |
| 境外支付工具 | 支付寶（內地及香港）          | 支付寶（內地及香港） | $6.0 |
| 境外支付工具 | 雲閃付 非綁定澳門銀聯卡       |                      | $6.0 |
| 境外支付工具 | 微信支付（內地及香港）        |                      | $6.0 |
| 境外支付工具 | 交通聯合 非澳門發行的全國通卡 |                      | $6.0 |
| 境內支付工具 | 澳門通                        | 全民卡               | $3.0 |
| 境內支付工具 | 澳門通                        | 學生卡               | $1.5 |
| 境內支付工具 | 澳門通                        | 長者卡               | 免費 |
| 境內支付工具 | 澳門通                        | 殘疾卡               | 免費 |
| 境內支付工具 | 聚易用＋                      | 聚易用＋             | $3.0 |

### 服務時間及班距
| 服務時間                       | 服務時間 | 星期一至五  | 星期六      | 星期日 （含公眾假期） |
| ------------------------------ | -------- | ----------- | ----------- | --------------------- |
| 關閘總站                       | 關閘總站 | 06:00-01:15 | 06:00-01:15 | 06:00-01:15           |
| 班距                           | 尖峰     | 5-9分鐘     | 6-10分鐘    | 8-13分鐘              |
| 班距                           | 離峰     | 8-15分鐘    | 10-18分鐘   | 10-18分鐘             |
| 懸掛八號風球前20分鐘開出尾班車 |          |             |             |                       |

### 路線停站
| 25   | 關閘 ↺ 路環市區 | 關閘 ↺ 路環市區                           | 關閘 ↺ 路環市區    | 關閘 ↺ 路環市區 | 關閘 ↺ 路環市區 | 關閘 ↺ 路環市區 |
| 序號 | 循環線          | 循環線                                    | 循環線             |                 |                 |                 |
| 序號 | 站號            | 站名                                      | 輕軌站／出入境口岸 |                 |                 |                 |
| 1    | M1/12           | 關閘總站                                  | 關閘邊檢大樓       |                 |                 |                 |
| 2    | M7/3            | 關閘馬路                                  |                    |                 |                 |                 |
| 3    | M271            | 市政狗房                                  |                    |                 |                 |                 |
| 4    | M105            | 望廈炮台                                  |                    |                 |                 |                 |
| 5    | M272            | 愉景花園                                  |                    |                 |                 |                 |
| 6    | M61/2           | 二龍喉公園                                |                    |                 |                 |                 |
| 7    | M73/1           | 得勝花園                                  |                    |                 |                 |                 |
| 8    | M270/1          | 塔石體育館                                |                    |                 |                 |                 |
| 9    | M153/2          | 水坑尾／公共行政大樓                      |                    |                 |                 |                 |
| 10   | M173/2          | 約翰四世大馬路                            |                    |                 |                 |                 |
| 11   | M172/14         | 亞馬喇前地                                |                    |                 |                 |                 |
| 12   | T403            | 史伯泰／麗景灣                            |                    |                 |                 |                 |
| 13   | T402            | 泉澧花園                                  |                    |                 |                 |                 |
| 14   | T309            | 泉亮花園                                  |                    |                 |                 |                 |
| 15   | T313            | 氹仔茵景園                                |                    |                 |                 |                 |
| 16   | T315            | 氹仔CEM貨倉                               |                    |                 |                 |                 |
| 17   | T375            | 連貫公路／新濠天地                        |                    |                 |                 |                 |
| 18   | T380            | 連貫公路／倫敦人                          |                    |                 |                 |                 |
| 19   | T379            | 連貫公路／巴黎人花園                      |                    |                 |                 |                 |
| 20   | T359            | 蓮花圓形地                                |                    |                 |                 |                 |
| 21   | T355/1          | 蓮花路停車場                              | 蓮花站             |                 |                 |                 |
| 22   | C688/1          | 和諧廣場／業興大廈                        |                    |                 |                 |                 |
| 23   | C691            | 樂居大馬路／居雅大廈                      |                    |                 |                 |                 |
| 24   | C652            | 安順大廈                                  |                    |                 |                 |                 |
| 25   | C655            | 石排灣郊野公園                            |                    |                 |                 |                 |
| 26   | C657            | 路環警察訓練營-1                          |                    |                 |                 |                 |
| 27   | C686            | 路環市區                                  |                    |                 |                 |                 |
| 28   | C656            | 路環警察訓練營-2                          |                    |                 |                 |                 |
| 29   | C654/3          | 聯生圓形地總站                            |                    |                 |                 |                 |
| 30   | C653/2          | 金峰南岸／金譽峰                          |                    |                 |                 |                 |
| 31   | C692            | 樂居大馬路／樂群樓                        |                    |                 |                 |                 |
| 32   | C689/1          | 和諧廣場／樂群樓                          |                    |                 |                 |                 |
| 33   | T360            | 連貫公路／新濠影匯                        |                    |                 |                 |                 |
| 34   | T376/2          | 連貫公路／巴黎人                          |                    |                 |                 |                 |
| 35   | T363/2          | 連貫公路／威尼斯人                        |                    |                 |                 |                 |
| 37   | T306/1          | 氹仔嘉樂庇馬路                            |                    |                 |                 |                 |
| 38   | T314/2          | 信虹花園                                  |                    |                 |                 |                 |
| 39   | T311/1          | 百利寶花園                                |                    |                 |                 |                 |
| 40   | T308/1          | 氹仔電訊                                  |                    |                 |                 |                 |
| 41   | T300            | 史伯泰／盧廉若                            |                    |                 |                 |                 |
| 42   | T330/1          | 蘇利安圓形地                              |                    |                 |                 |                 |
| 43   | M172/16         | 亞馬喇前地                                |                    |                 |                 |                 |
| 44   | M160/1          | 十月一號前地                              |                    |                 |                 |                 |
| 44   | M261            | 約翰四世大馬路／馬統領街 （賽車期間停靠） |                    |                 |                 |                 |
| 45   | M144/2          | 水坑尾／天神巷                            |                    |                 |                 |                 |
| 46   | M76/2           | 盧廉若公園                                |                    |                 |                 |                 |
| 47   | M84/1           | 高士德／培正                              |                    |                 |                 |                 |
| 48   | M91             | 高士德／亞利鴉架街                        |                    |                 |                 |                 |
| 49   | M14             | 蓮峰游泳池                                |                    |                 |                 |                 |
| 50   | M8/1            | 巴波沙大馬路                              |                    |                 |                 |                 |
| 51   | M1/12           | 關閘總站                                  | 關閘邊檢大樓       |                 |                 |                 |

## 客量
根據2020年公報，本線在2019年度尖峰時段共開出93,607班次，乘車人次為8,635,362人次，平均每班接載92.3人次。

## 本線分流路線
- 澳門巴士25AX路線
- 澳門巴士25B路線
- 澳門巴士25BS路線

## 爭議

### 首次改線爭議
- 本線與26A一樣，都是路氹「線王」，巨大的客量，經常滿座，而且不時都拖著2-3輛車。自2017年2月縮短路線不再繞經澳門運動場及望德聖母灣，本線客量稍微下降，但仍經常滿座。
- 2017年5月6日，本線總站由黑沙海灘縮短至路環市區，此次改動引來黑沙居民的強烈反對。根據黑沙居民反映，本次改動不但使住在黑沙的學生無法前往水坑尾及塔石等地，亦由於26A路線往澳門方向的首班車較本線的清晨5:30頭班車足足遲了一小時，影響了早上市民的出行。此外，由於路環市區路面空間不足，不能同時停靠數部大型巴士，在本線需求極大的情況下，車輛接連到站的情況並不罕見，令本來只有雙線單向行車的路環市區大塞車。亦有市民質疑夏天縮線影響居民及遊客、未詢問黑沙居民的意見便縮線，同時對局方「搭乘人次較少」的調整理由表示不認同，指出節假日時黑沙海灘站「插針都插唔入」，對路線調整大感不解。在黑沙護老院大部分員工都是乘塔巴士上下班，面對突如期來的路線更改，導致不少員工上班遲到，因而增加工作壓力。雙親均住在黑沙護老院的家屬更表示，改道後需要乘車到路環市區再轉乘至黑沙，時間較以往多用半小時以上，坦言或會影響其探望雙親的次數。[38]
- 2017年6月中旬，民眾建澳聯盟理事長李良汪指，以本線調整為例，他批評當局沒有聽取受影響居民的意見，即便與相關代表團體亦欠缺溝通，導致引起該區居民不便及不滿。他冀當局以此為鑒，日後無論作出巴士路線調整，以至推出其他交通政策或措施時，應主動與居民溝通，向有關人士講解措施實行所帶來的成效，以及為居民出行轉變作出清晰的指引，貫徹“以民為本”的精神，才能得到最大程度的支援[39]。

### 第二次計劃改線再度惹爭議
- 2022年9月中旬，本線再度於社交媒體傳出再度縮短路線，目的是配合位於聯生圓形地總站啟用，再度惹起不少網民於社交媒體平台上猛烈批評，有關改動安排仍有待交通部門公佈。

- 2023年1月18日，「聯生圓形地總站」啟用，本線調整為循環線，巴士公司將安排車長進入此站後可按需要作短暫停留。相關安排令本線回程返澳的班次更難掌握。[40]

## COVID-19疫情
- 衛生局傳染病防制暨疾病監測部協調員梁亦好表示，根據流行病學調查、共同軌跡和基因比對，發現第66例確診者（尼泊爾籍醫學觀察酒店保安人員）和第74例確診者（越南籍從事裝修工種的外地僱員），曾在2021年9月24日晚上6時搭乘車牌號碼MX-45-51（車隊編號K412）行駛的本線約14分鐘，期間站在旁邊和坐在前後座位。應變協調中心查看車內監視器錄影畫面後，證實兩人曾觸摸同一條柱，認為兩人有空間和時間上的交集，不排除因此受到感染。而第72、73、74、75例的確診者，即裝修群組的4人，與之前的醫觀酒店確診的保安群組病毒基因排序百分百相似，同為Delta變種病毒，證實為同一病源。[41]

## 重大意外
- 2006年6月29日，澳巴一輛本線日產Cilivian小巴，下午由黑沙海灘回程澳門半島途中，在路環石排灣馬路與田畔街交界，與一輛懷疑在實線調頭的重型泥頭車相撞，巴士車頭嚴重損毀。事件中2名女乘客受傷送院。[42]

- 2006年8月21日，澳巴一輛本線日產Cilivian小巴，下午由黑沙海灘回程澳門半島途中，在氹仔蘇利安圓形地發生交通意外，撞向一輛的士，該意外是澳巴在九日內發生的第四宗交通事故。事件導致的士上5人受傷。[43]
在此宗意外發生後，澳門政府鑑於澳巴旗下巴士在9日內接連發生多宗重大交通事故，勒令澳巴要停駛旗下46部車齡超過12年的巴士。而本路線全線用車亦由日產Cilivian改為使用中國深圳五洲龍出產的大巴。

- 2007年2月9日，一輛停泊本線五洲龍大巴在關閘總站故障，在等候拖車拖走時着火焚燒並爆炸，黑煙散佈整個關閘總站，由於正值繁忙時間，近300乘客需要緊急疏散，場面混亂，幾近失控。總站內天花灑水系統啟動，事故引至巴士總站封閉半天。[44]

- 2009年9月6日，一名94歲老翁在08:00左右在葡文學校前行人橫道橫過馬路時，遭一部沿約翰四世馬路行駛，左轉入殷皇子大馬路的本線五洲龍大巴撞倒。老翁經搶救但因傷勢過重，延至當日晚上不治。[45]

- 2025年2月7日08:00左右，一輛正行駛本線的巴士（車號：HE254）在路環蓮花路蓮花大橋前的路段疑“自炒”，男車長及一名女乘客受傷，事後由救護車一併送院治理。 63歲男車長向警方報稱突然身體不適引致巴士撞向路邊石壆。事故中，現場有九個綠色鐵欄、一個路牌及一個消防栓損毀。男車長通過酒精測試。涉及事故的巴士車頭損毀及擋風玻璃碎裂。[46]

## 圖片集

### 澳巴時期

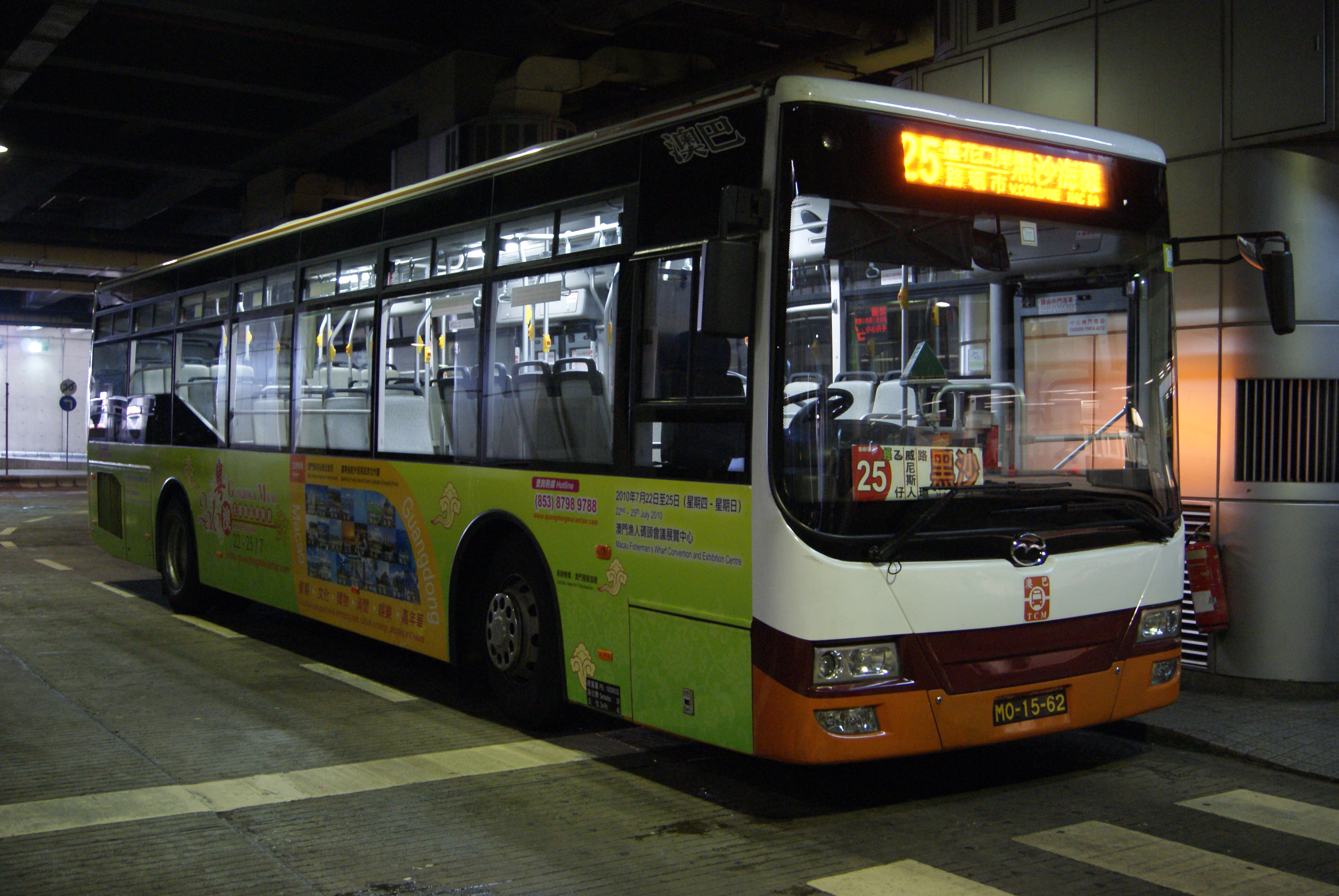
五洲龍FDG6121GC3
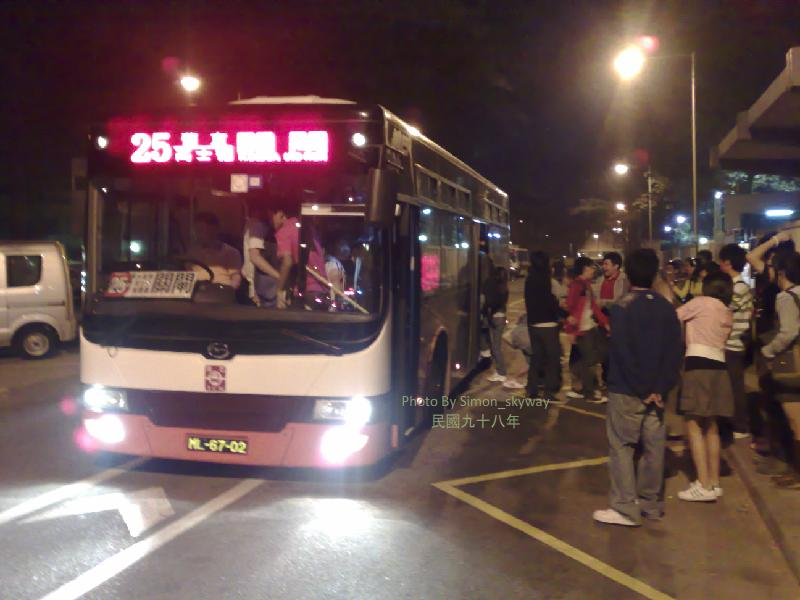
五洲龍FDG6920BG

### 新福利時期

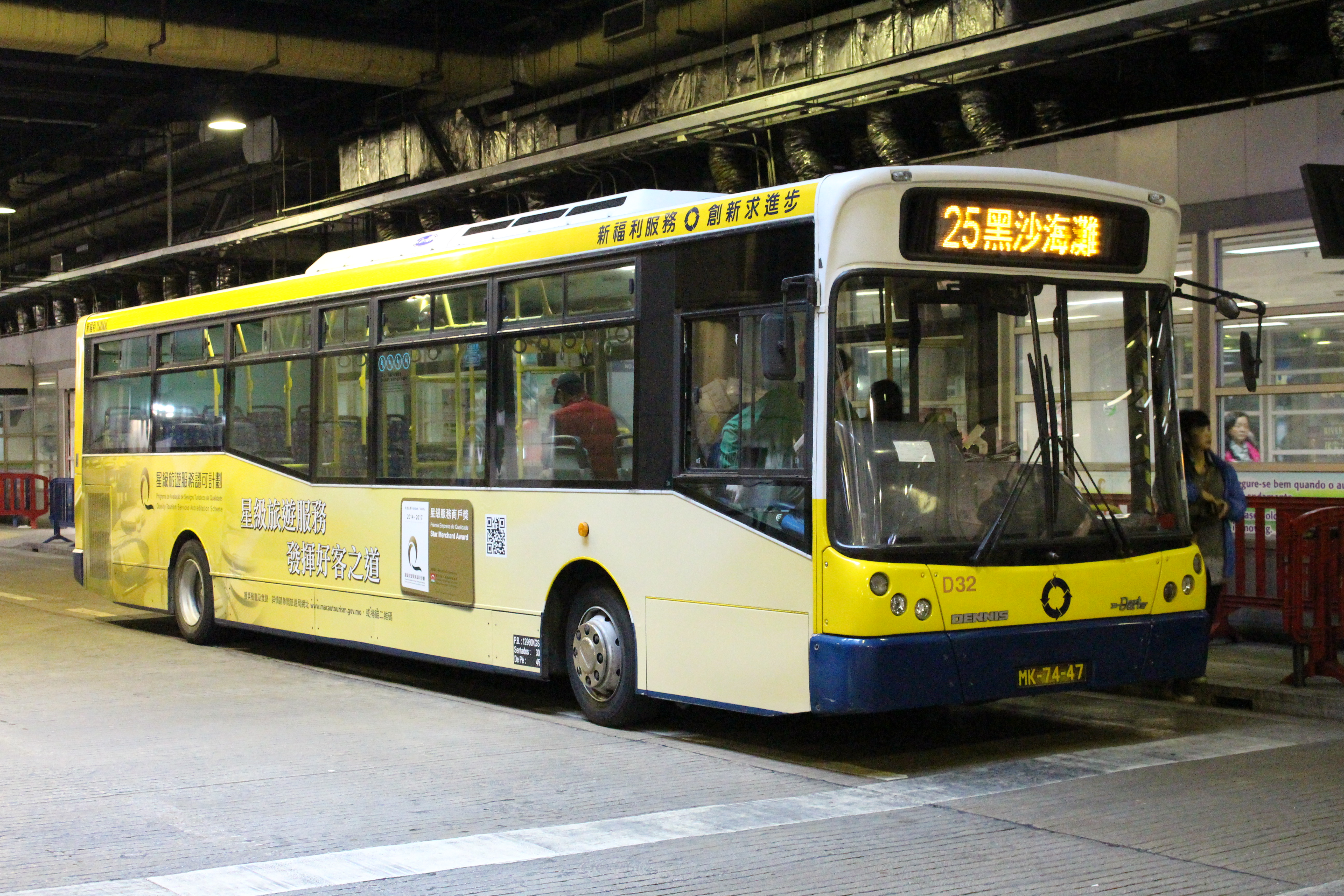
丹尼士飛鏢SLF
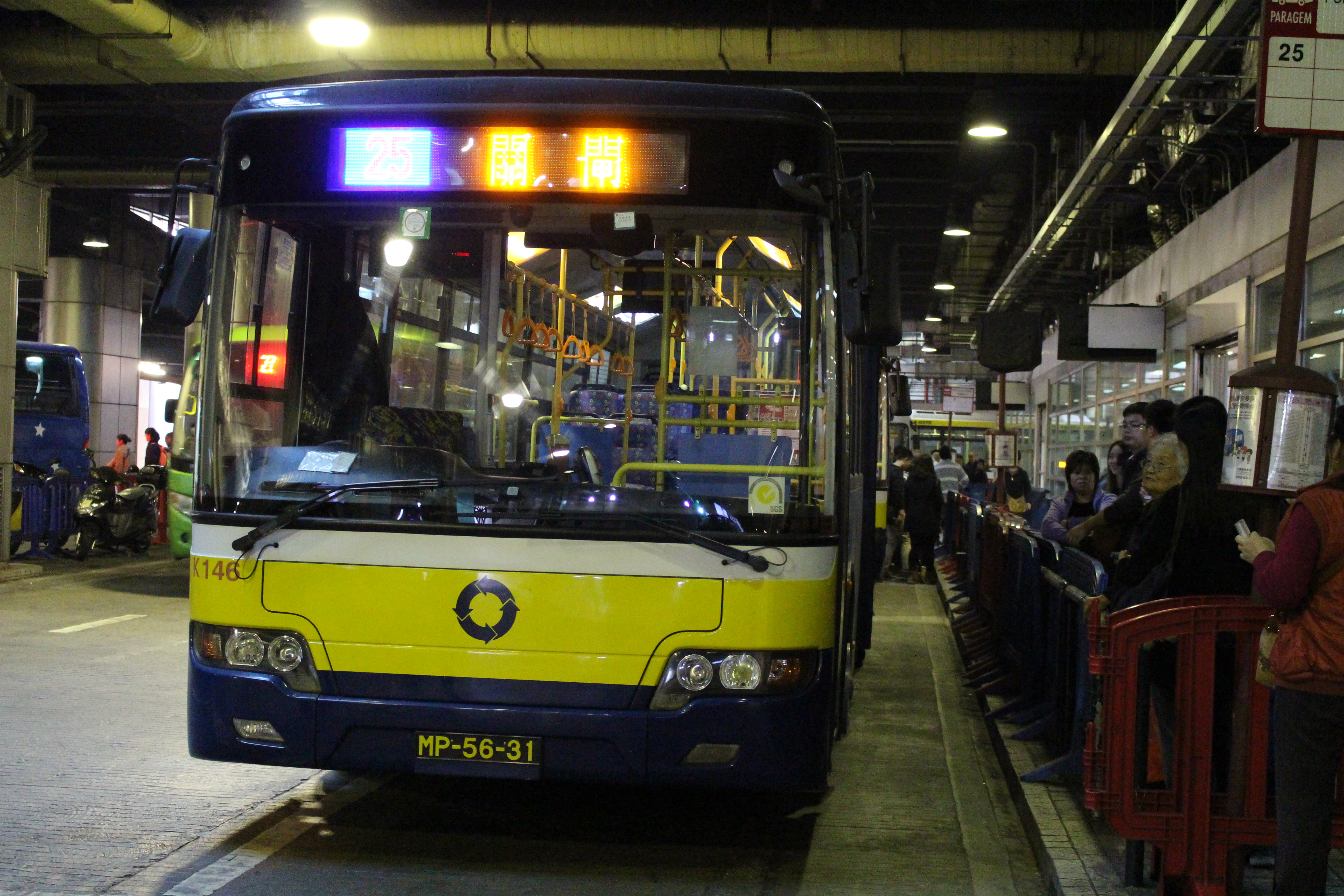
蘇州金龍KLQ6108GQ30
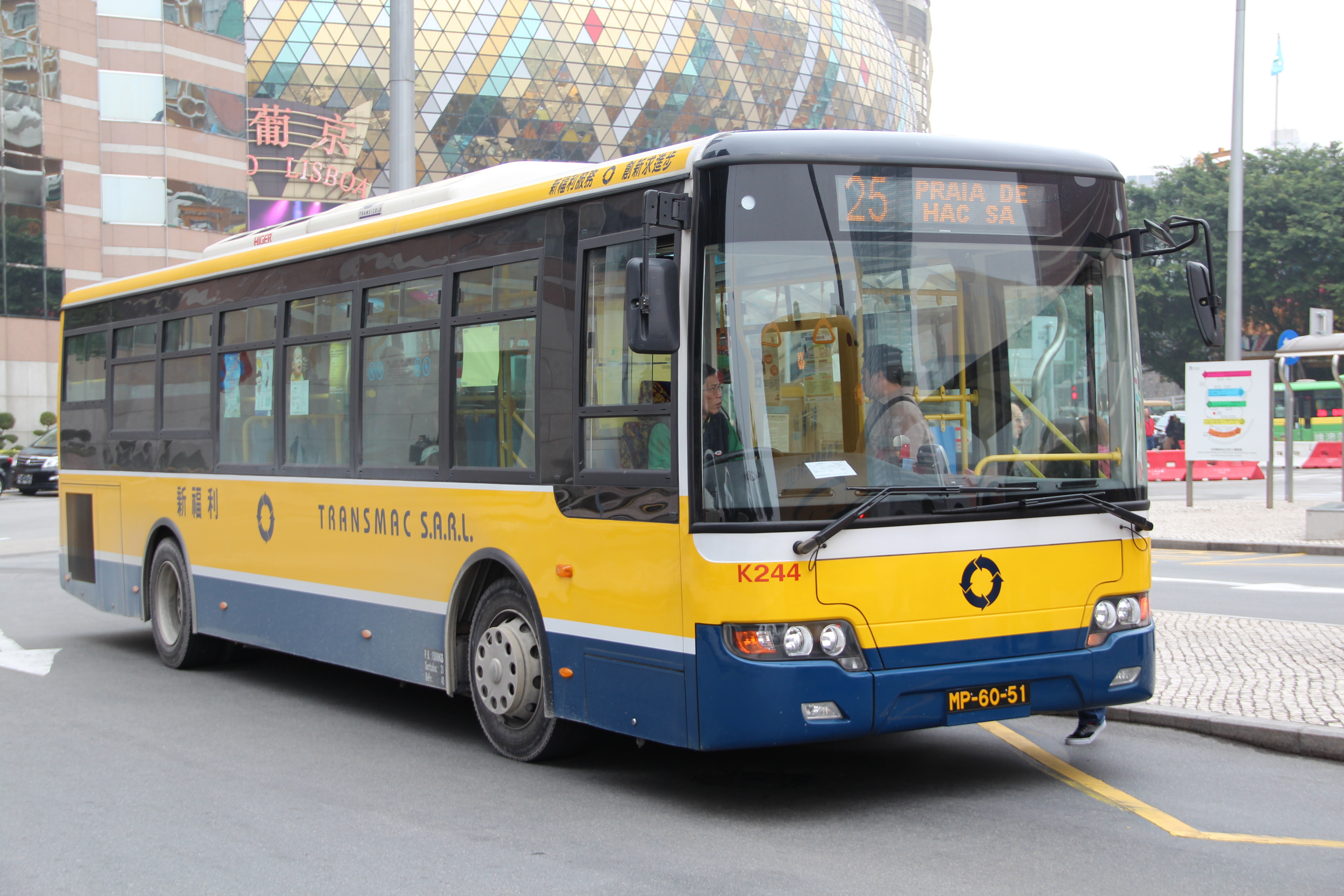
蘇州金龍KLQ6108GQ30
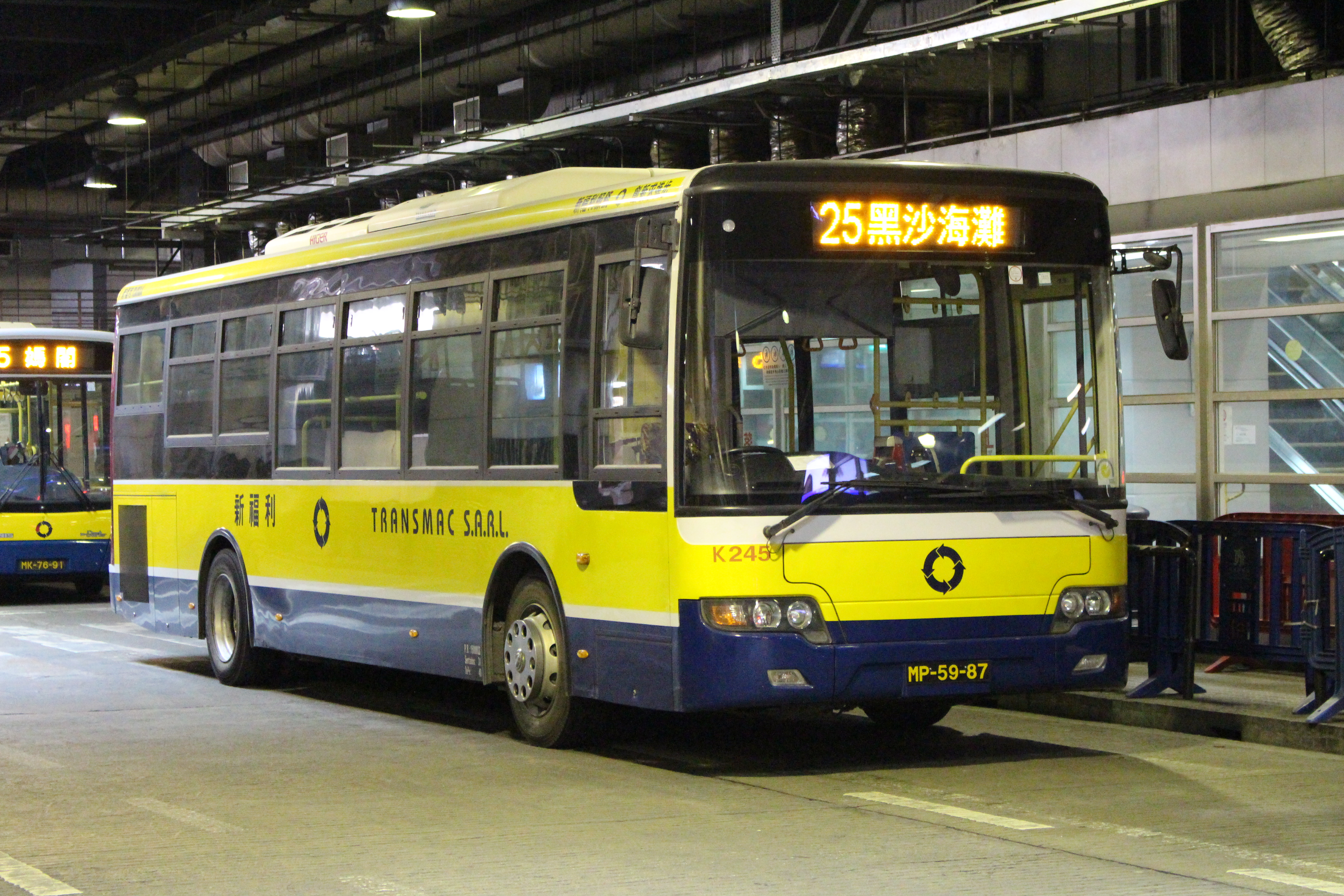
蘇州金龍KLQ6108GQ30
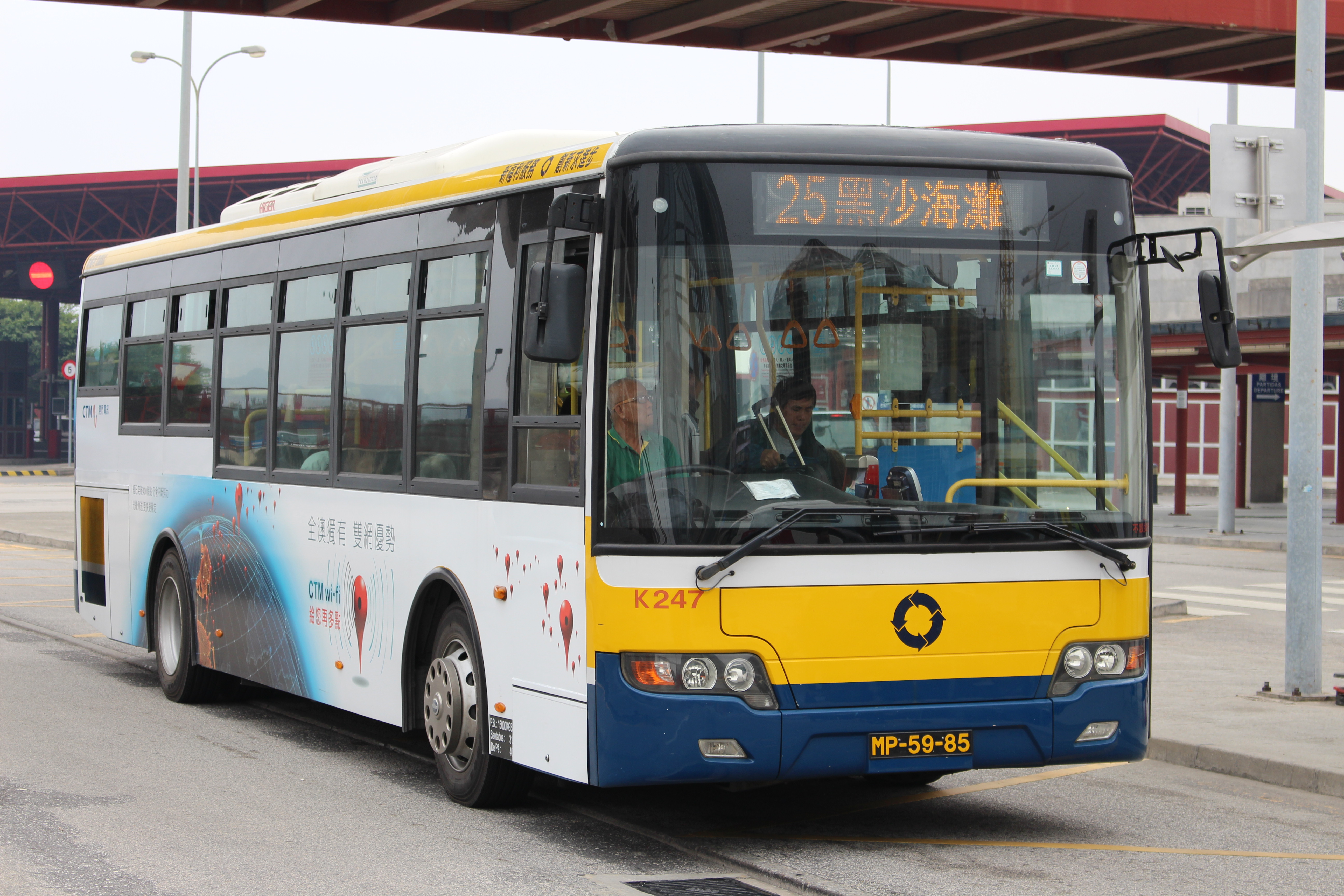
蘇州金龍KLQ6108GQ30
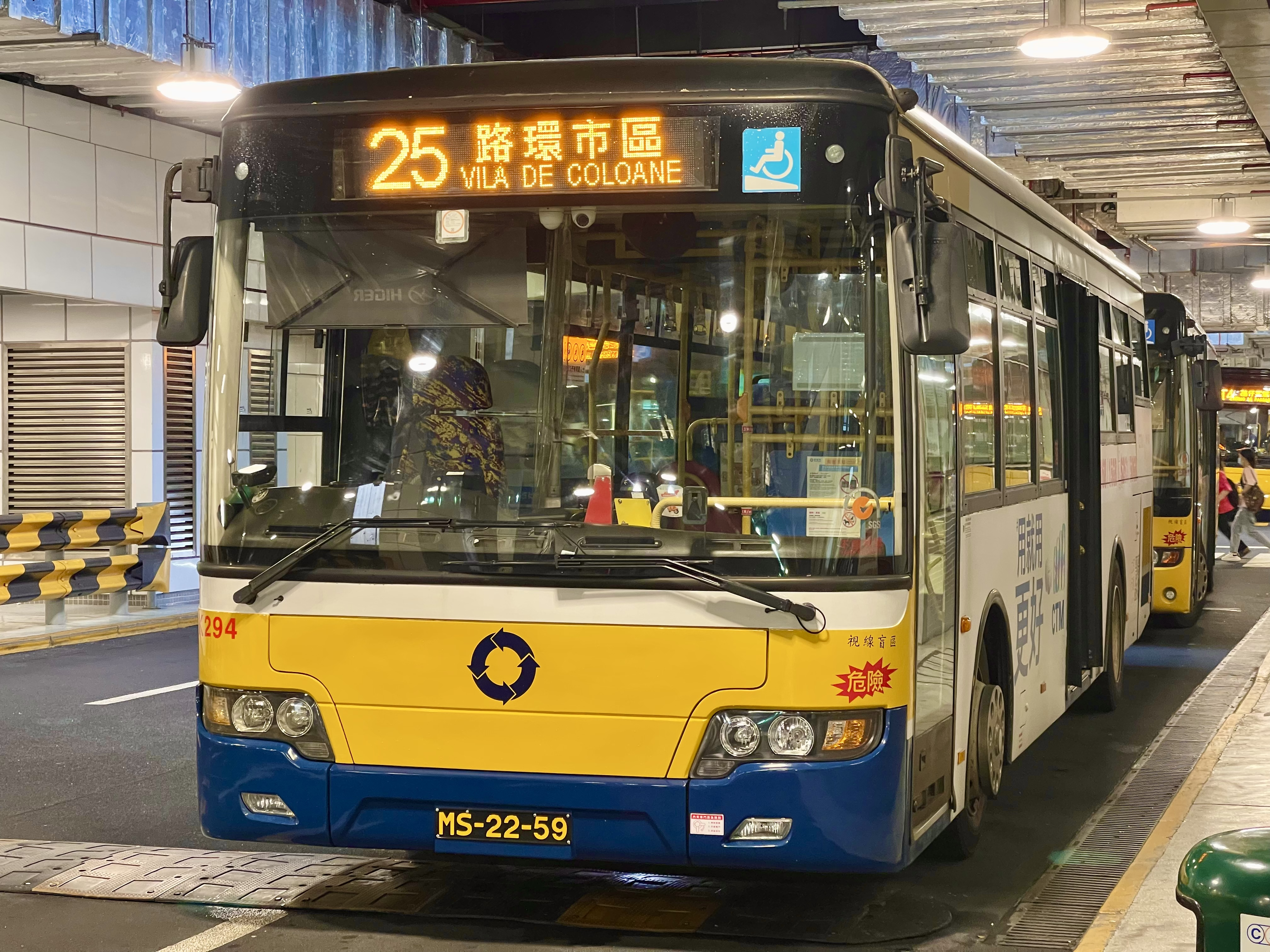
蘇州金龍KLQ6108GQ28E4
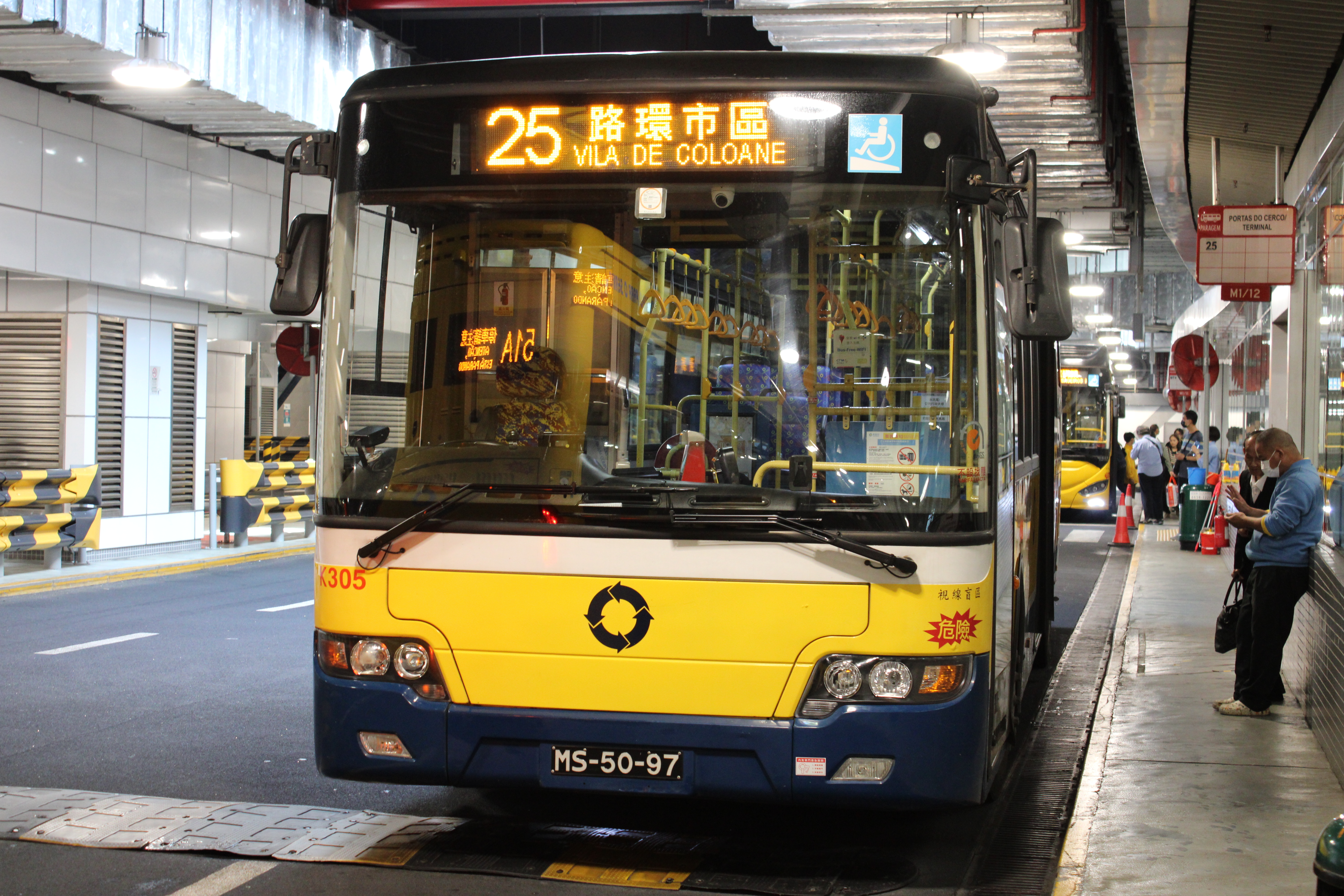
蘇州金龍KLQ6108GQ28E4
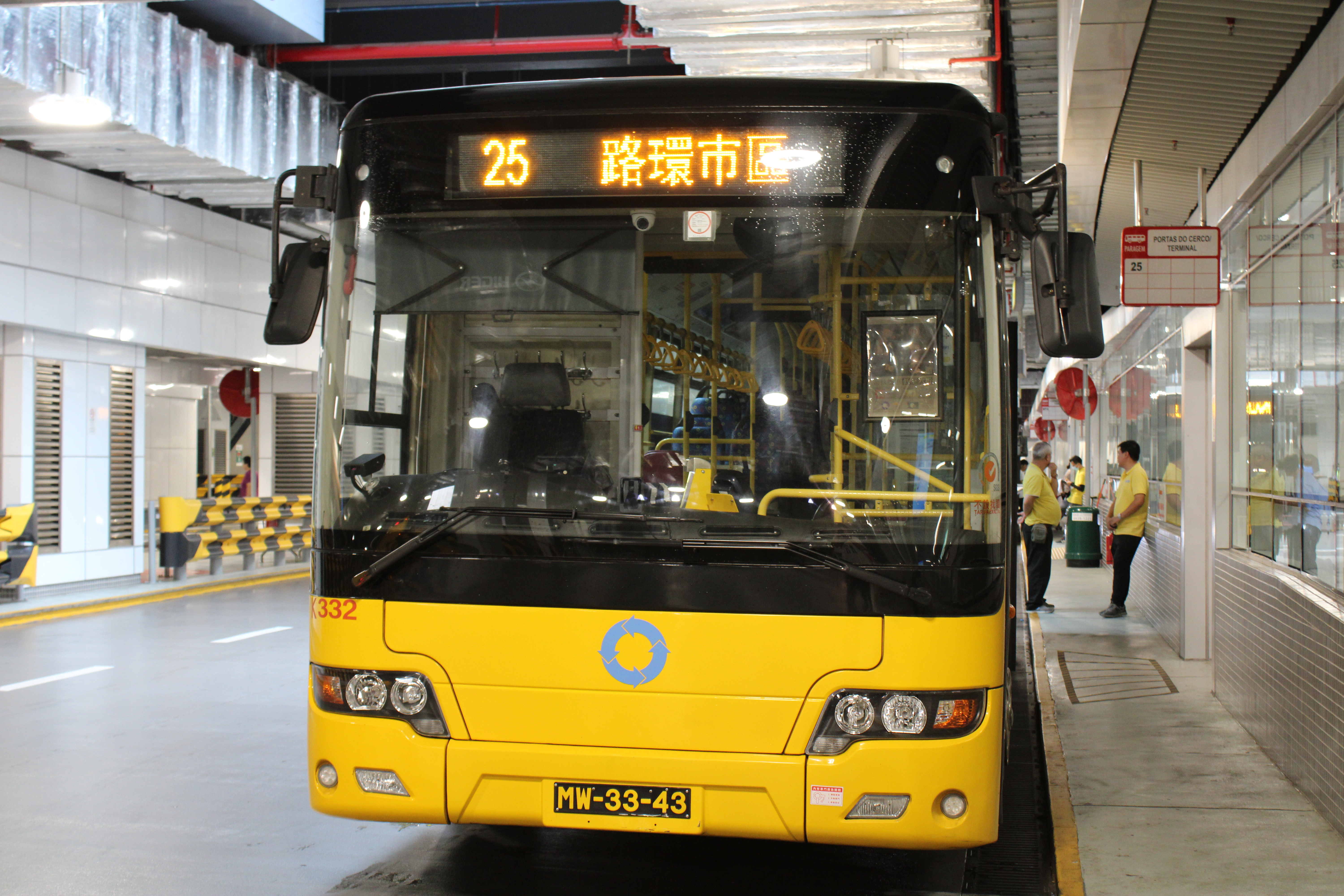
蘇州金龍KLQ6108GQ28E4
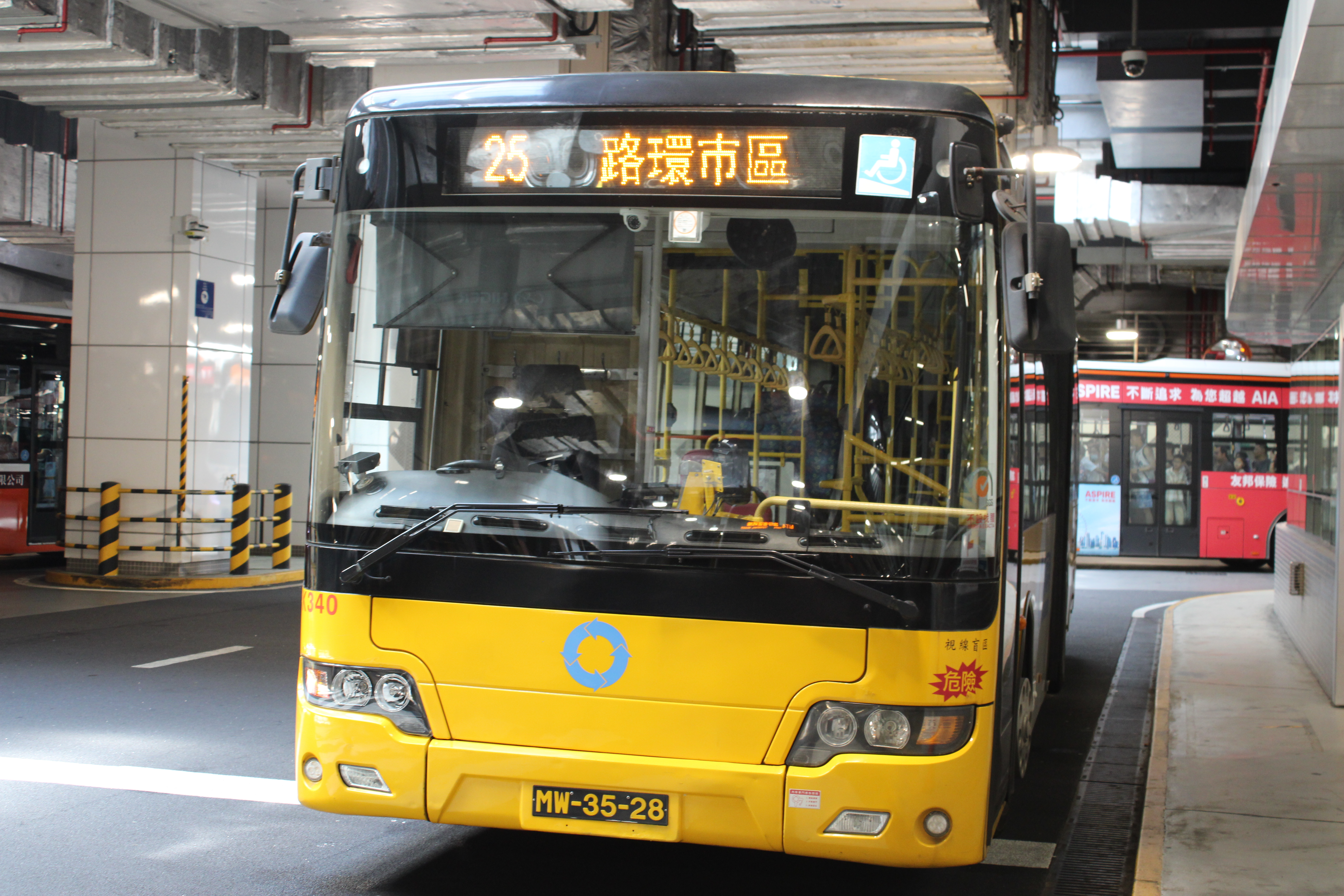
蘇州金龍KLQ6108GQ28E4
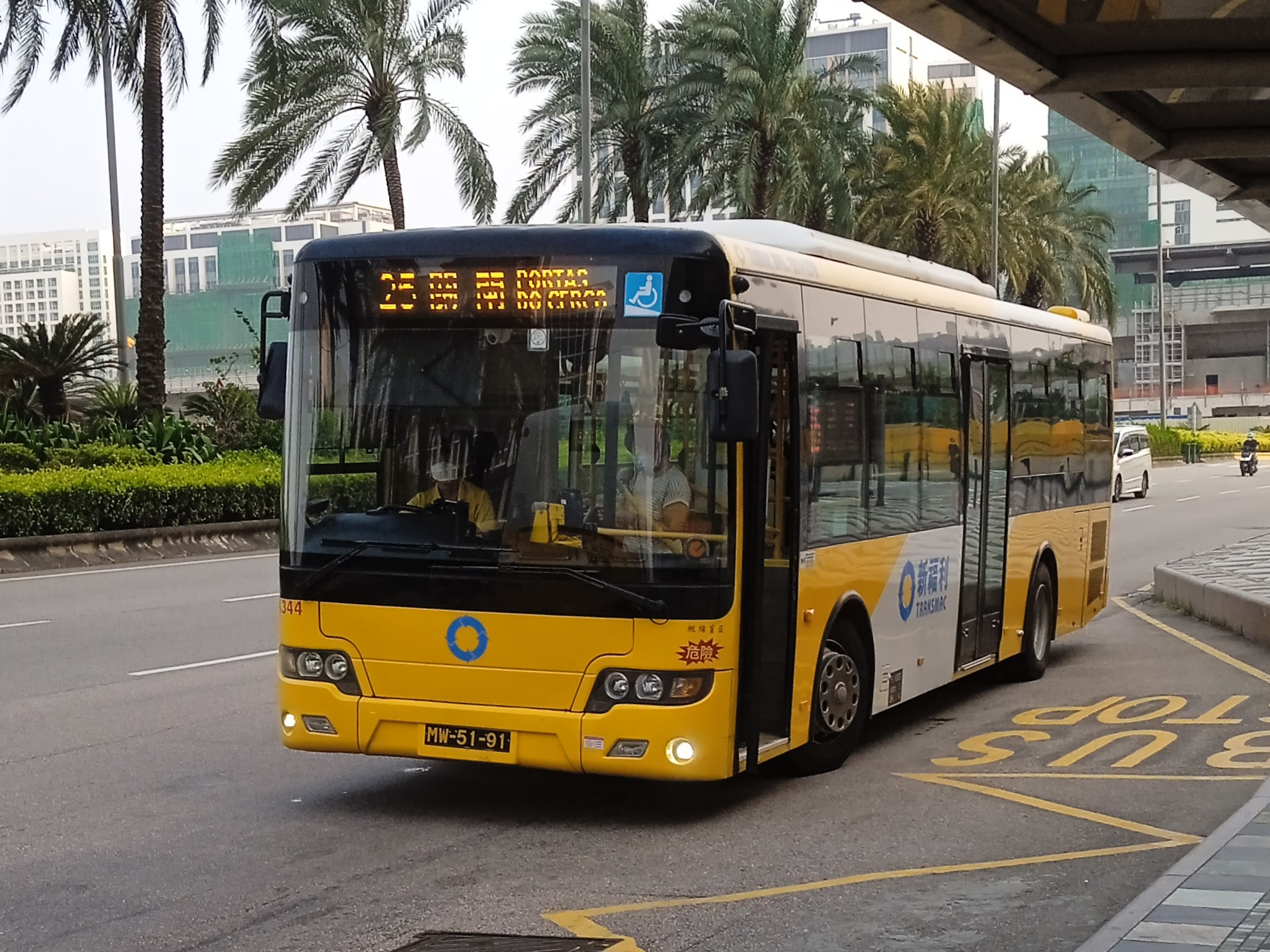
蘇州金龍KLQ6108GQE5
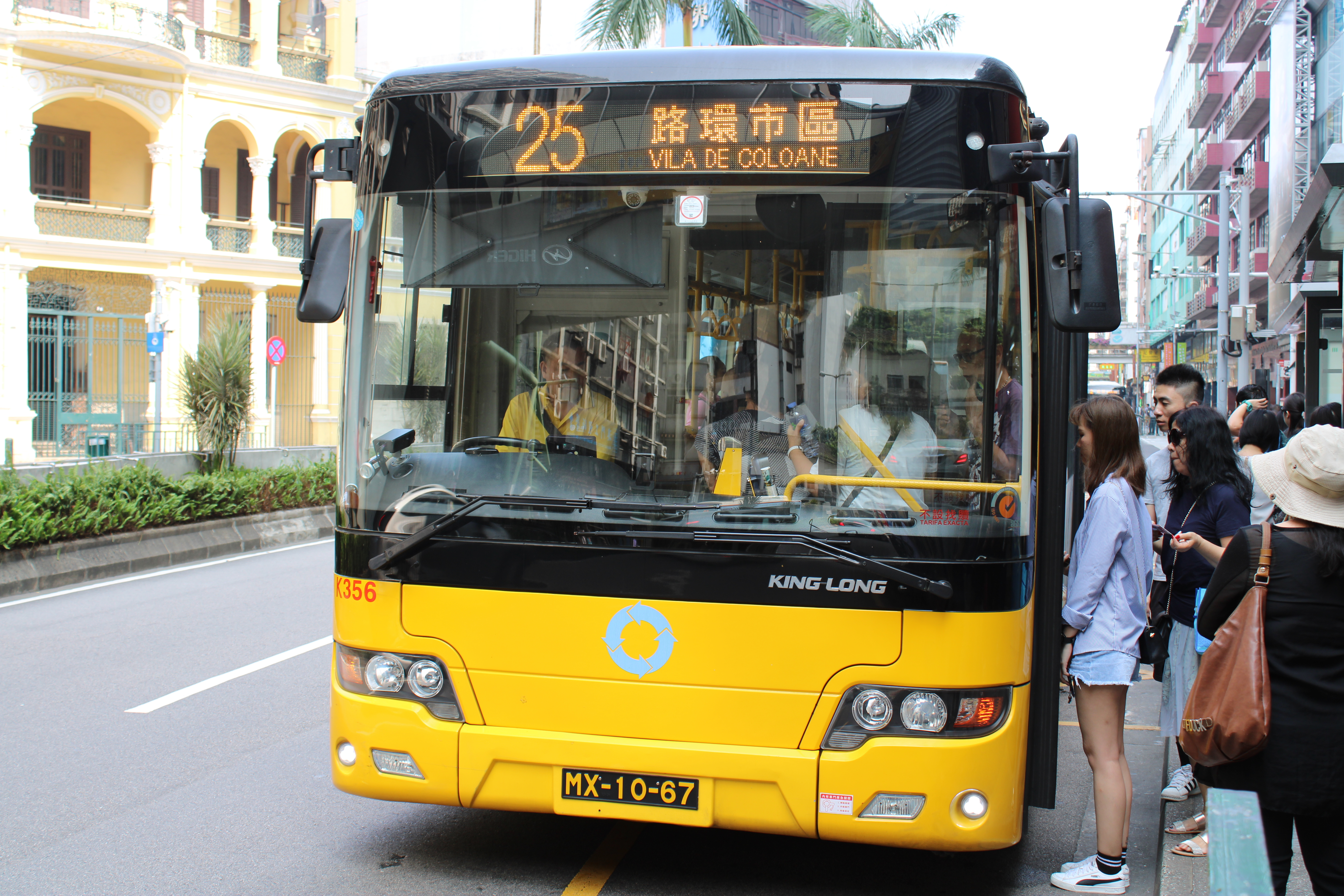
蘇州金龍KLQ6108GQE5
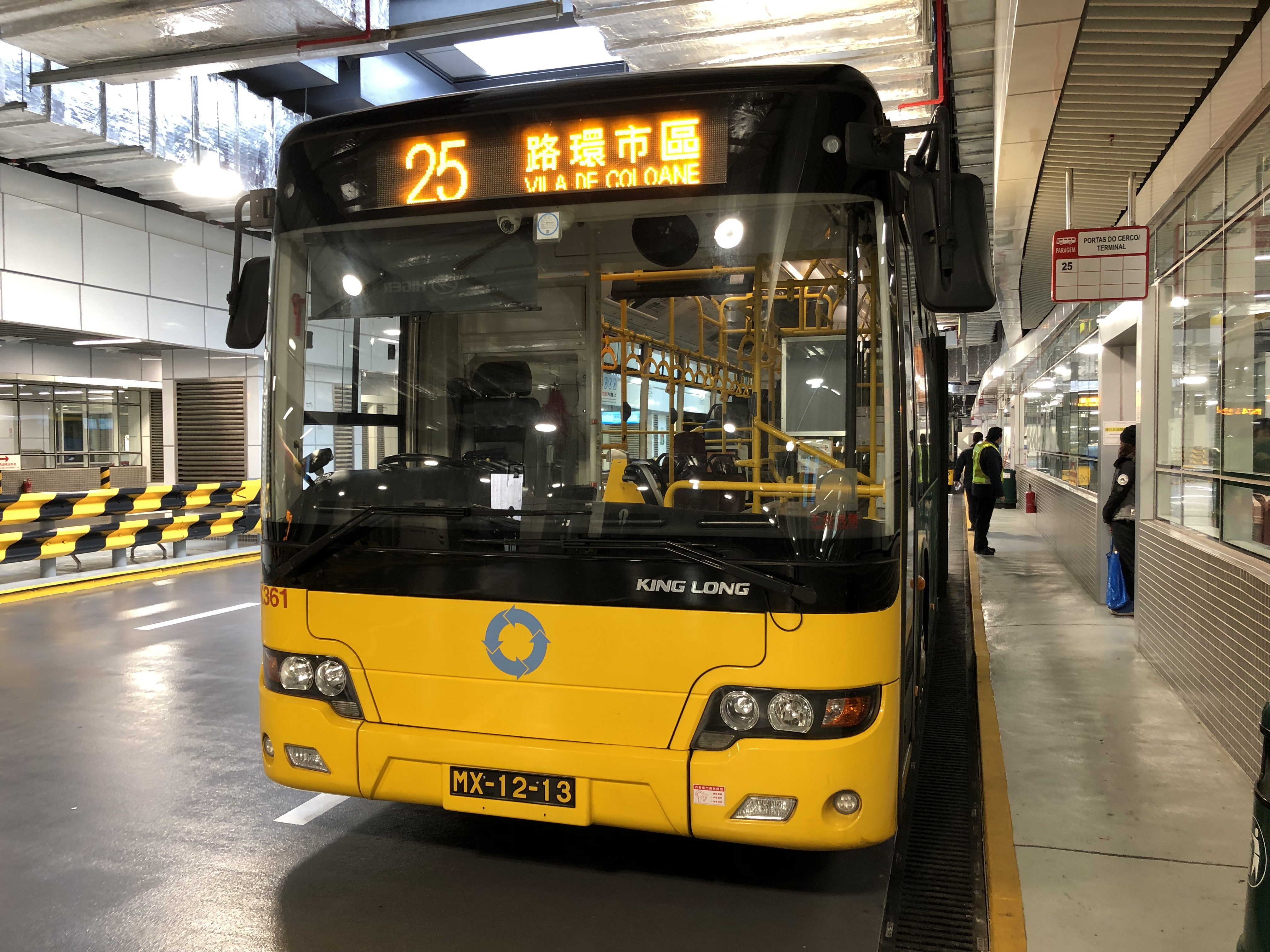
蘇州金龍KLQ6108GQE5
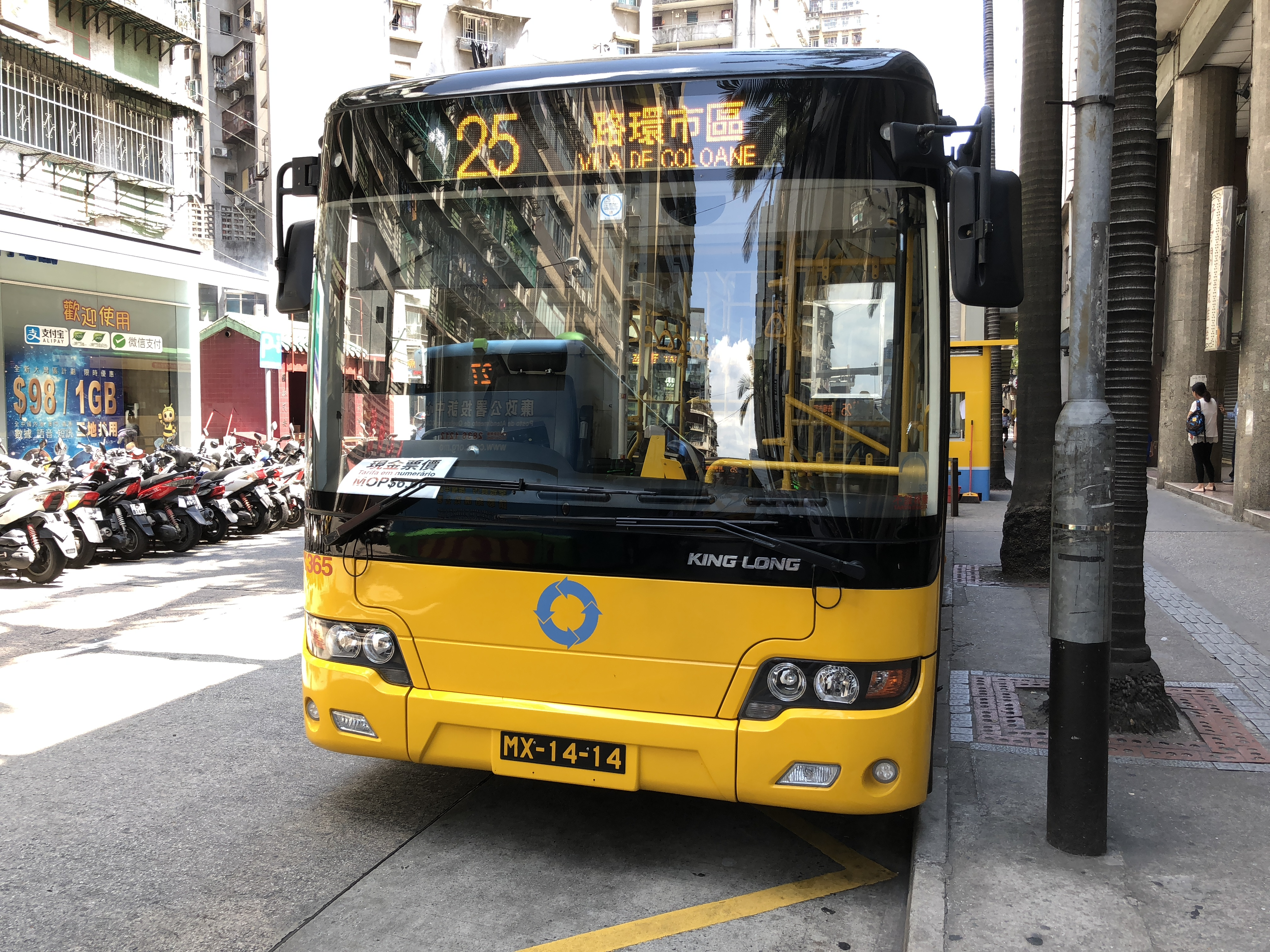
蘇州金龍KLQ6108GQE5
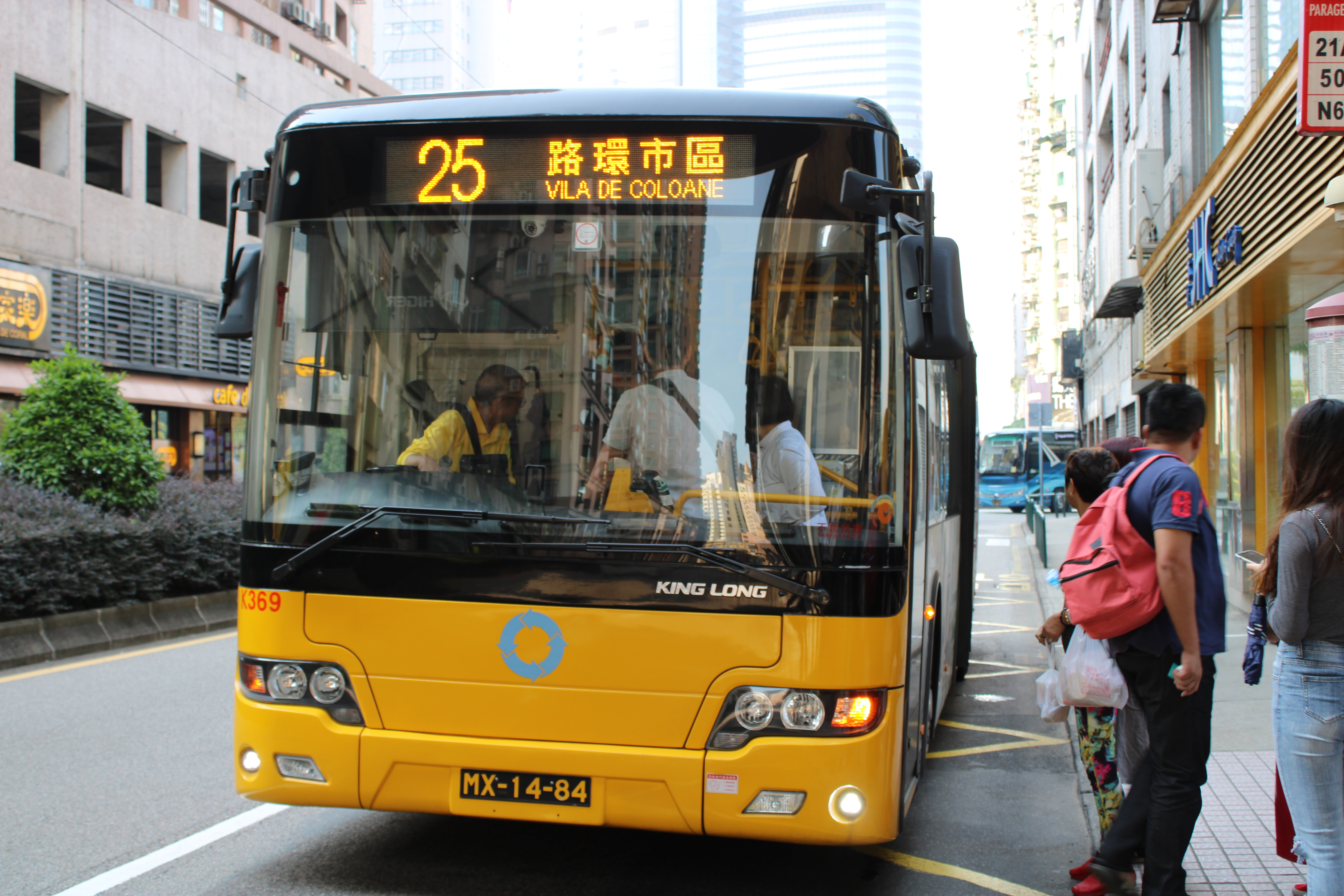
蘇州金龍KLQ6108GQE5
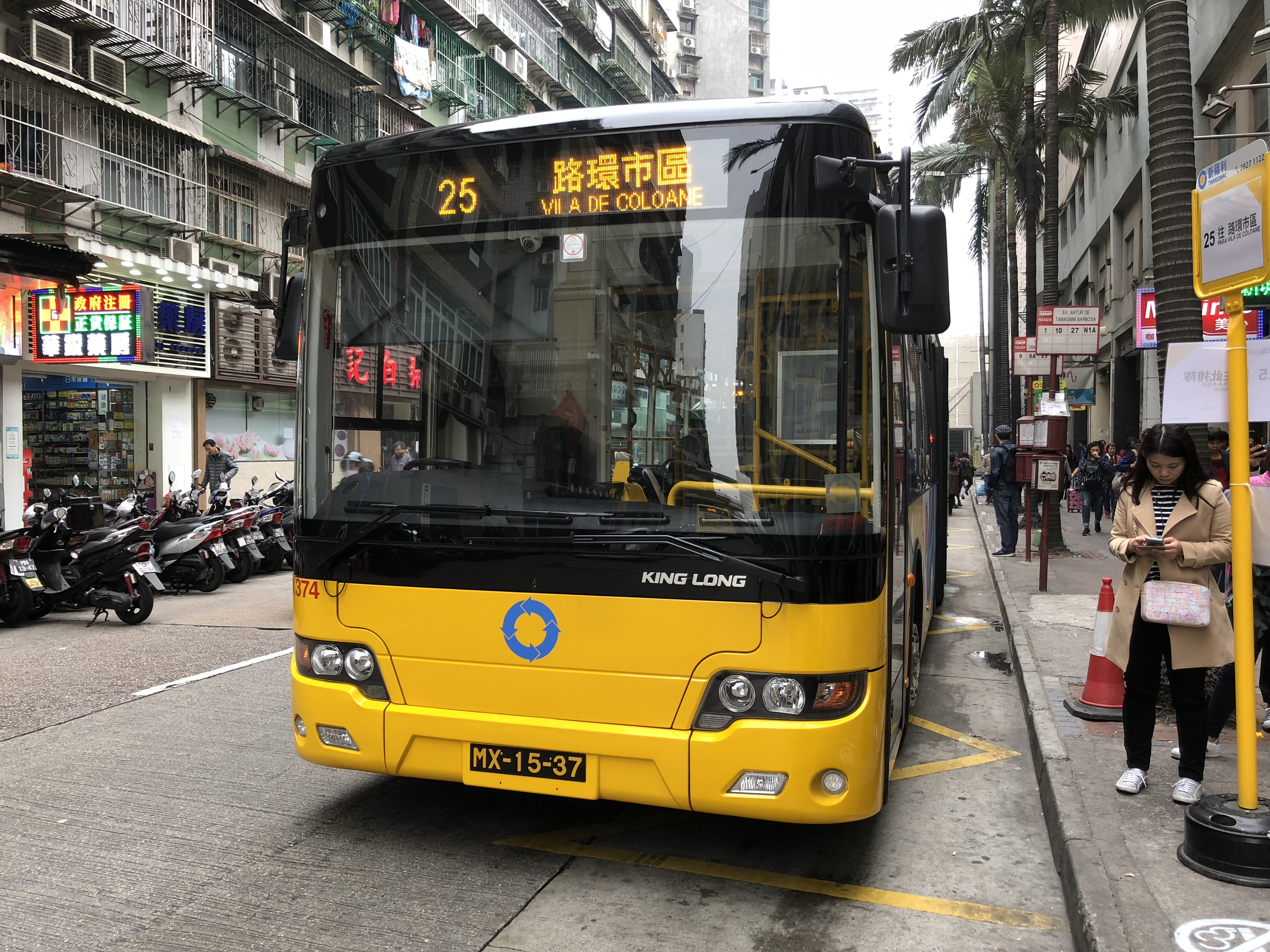
蘇州金龍KLQ6108GQE5
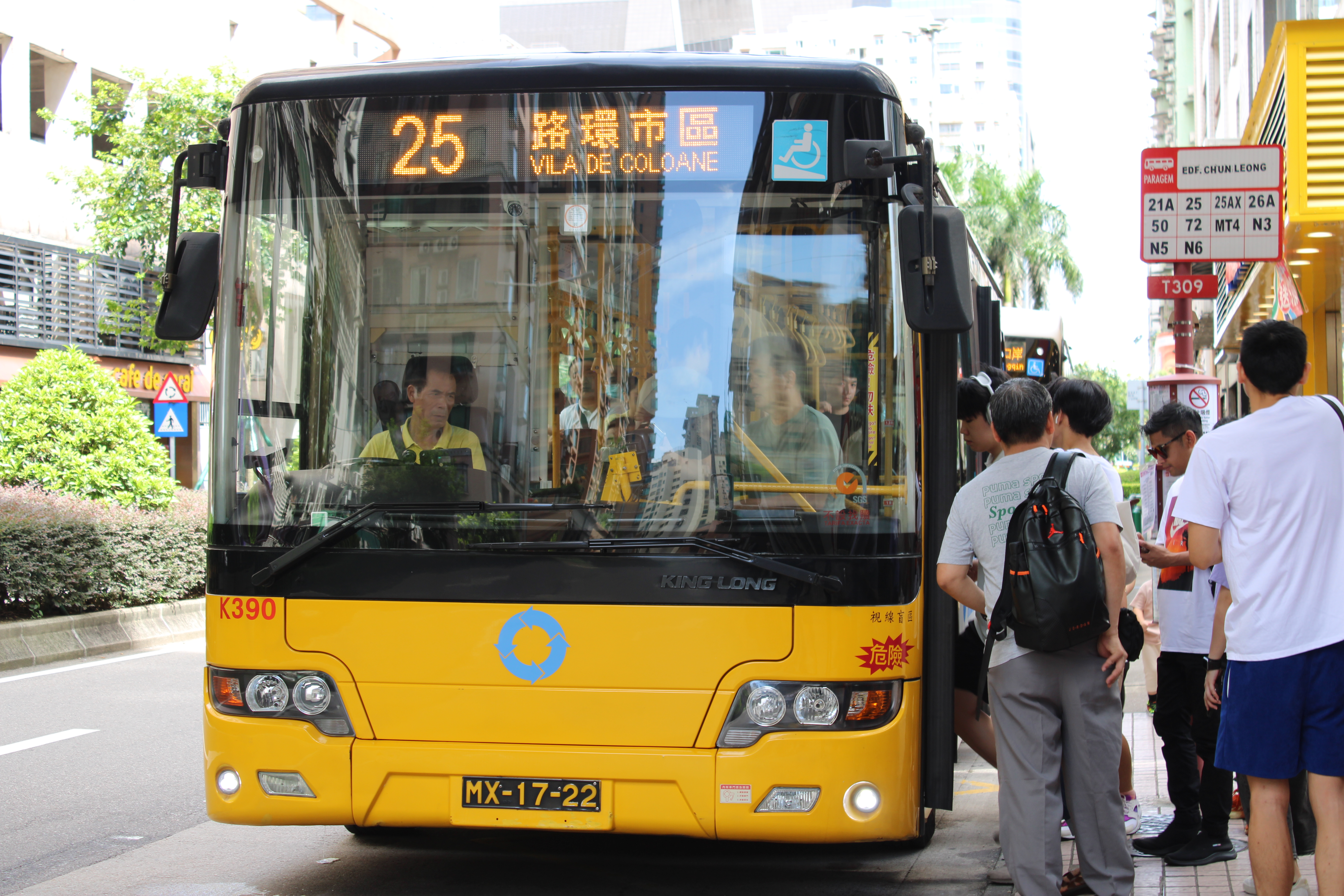
蘇州金龍KLQ6960GQE5
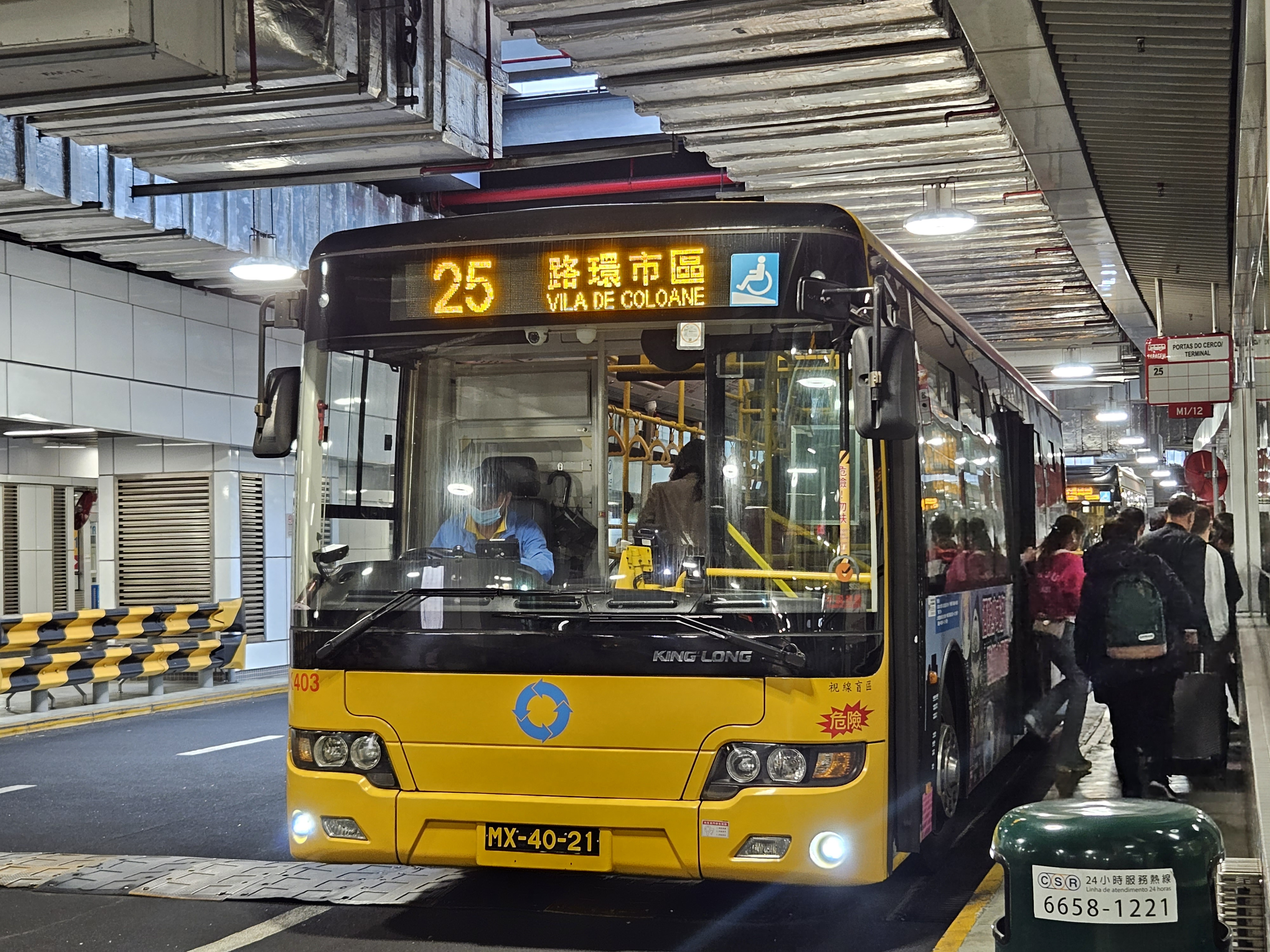
蘇州金龍KLQ6108GQE5
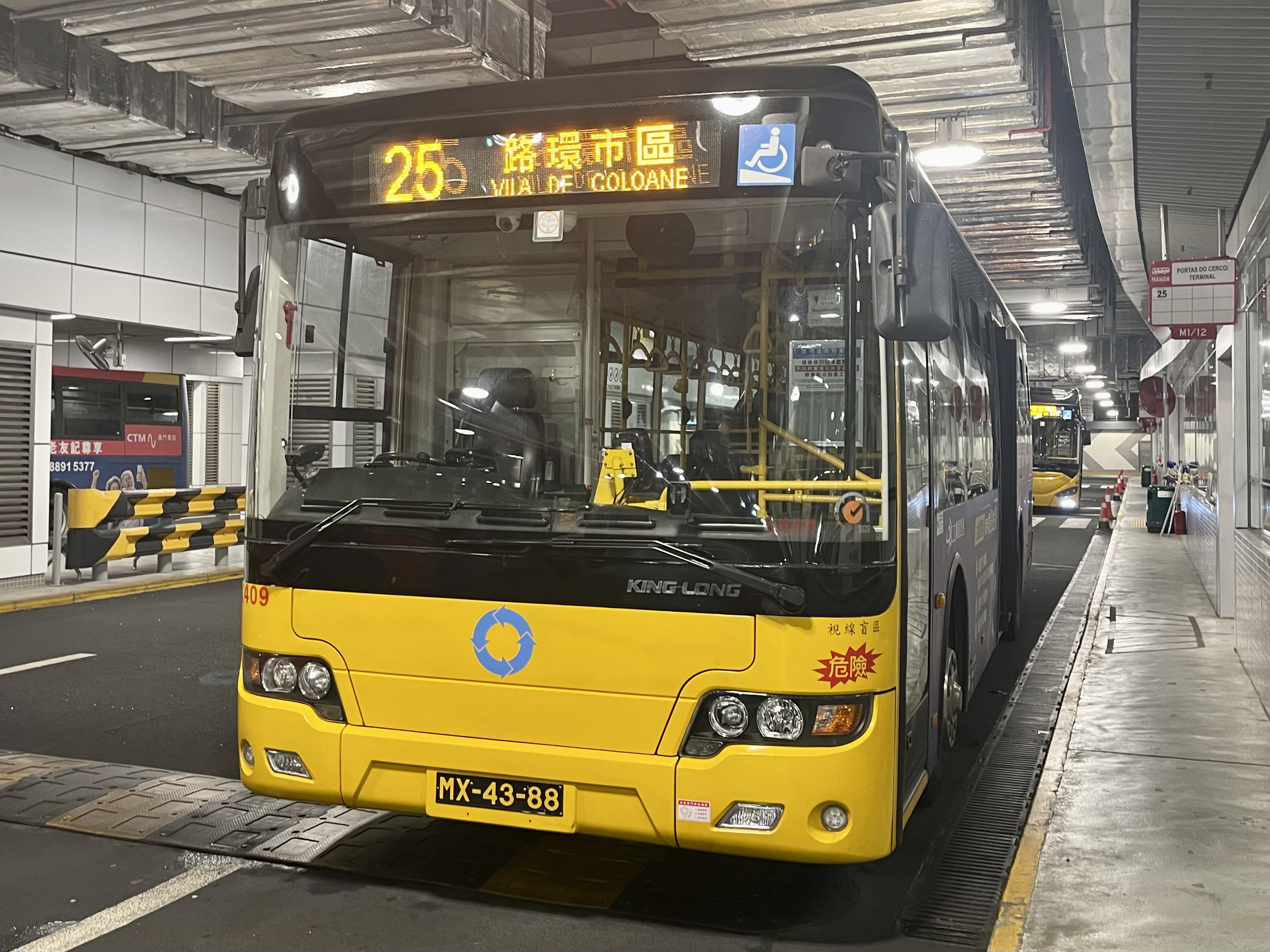
蘇州金龍KLQ6108GQE5
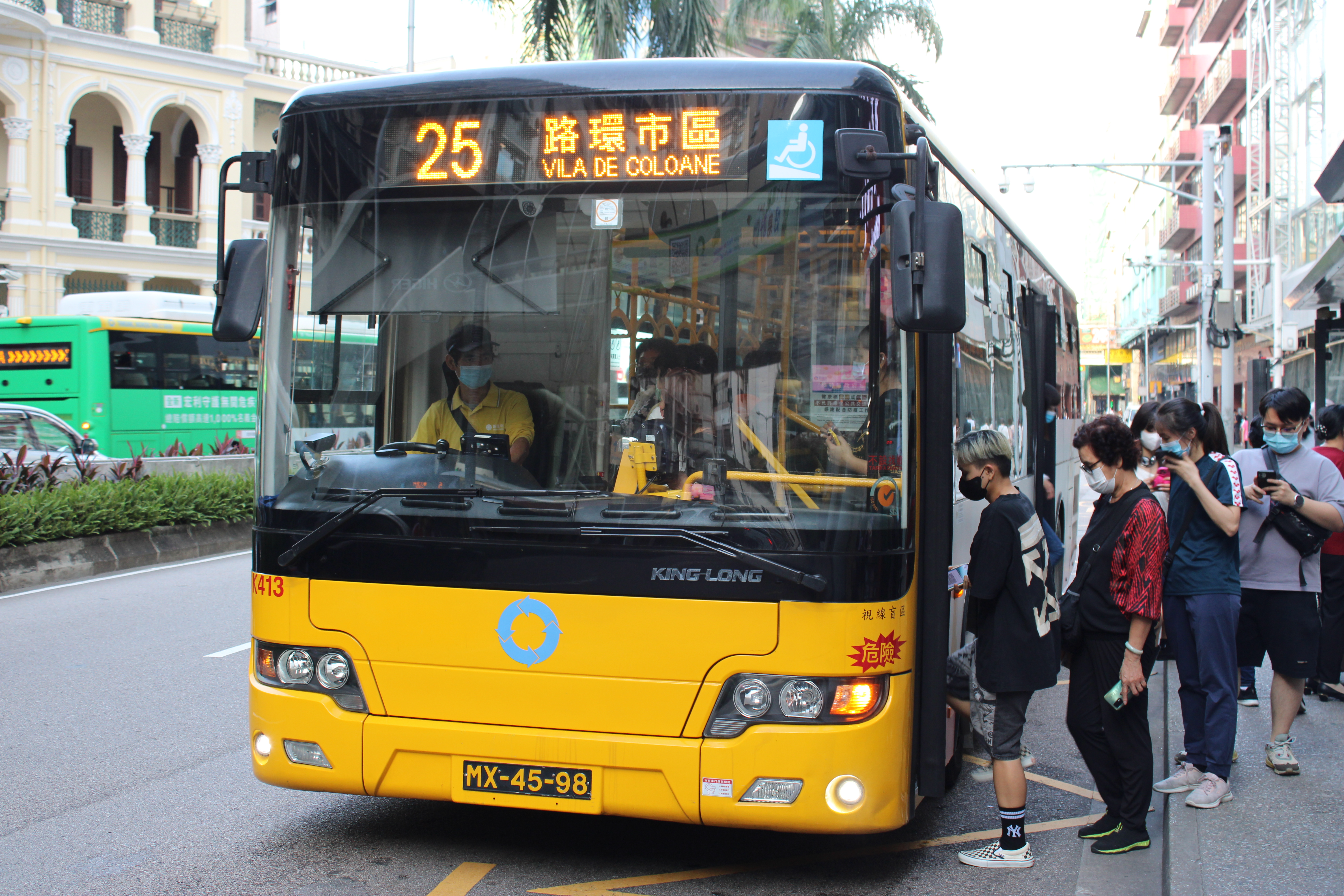
蘇州金龍KLQ6108GQE5
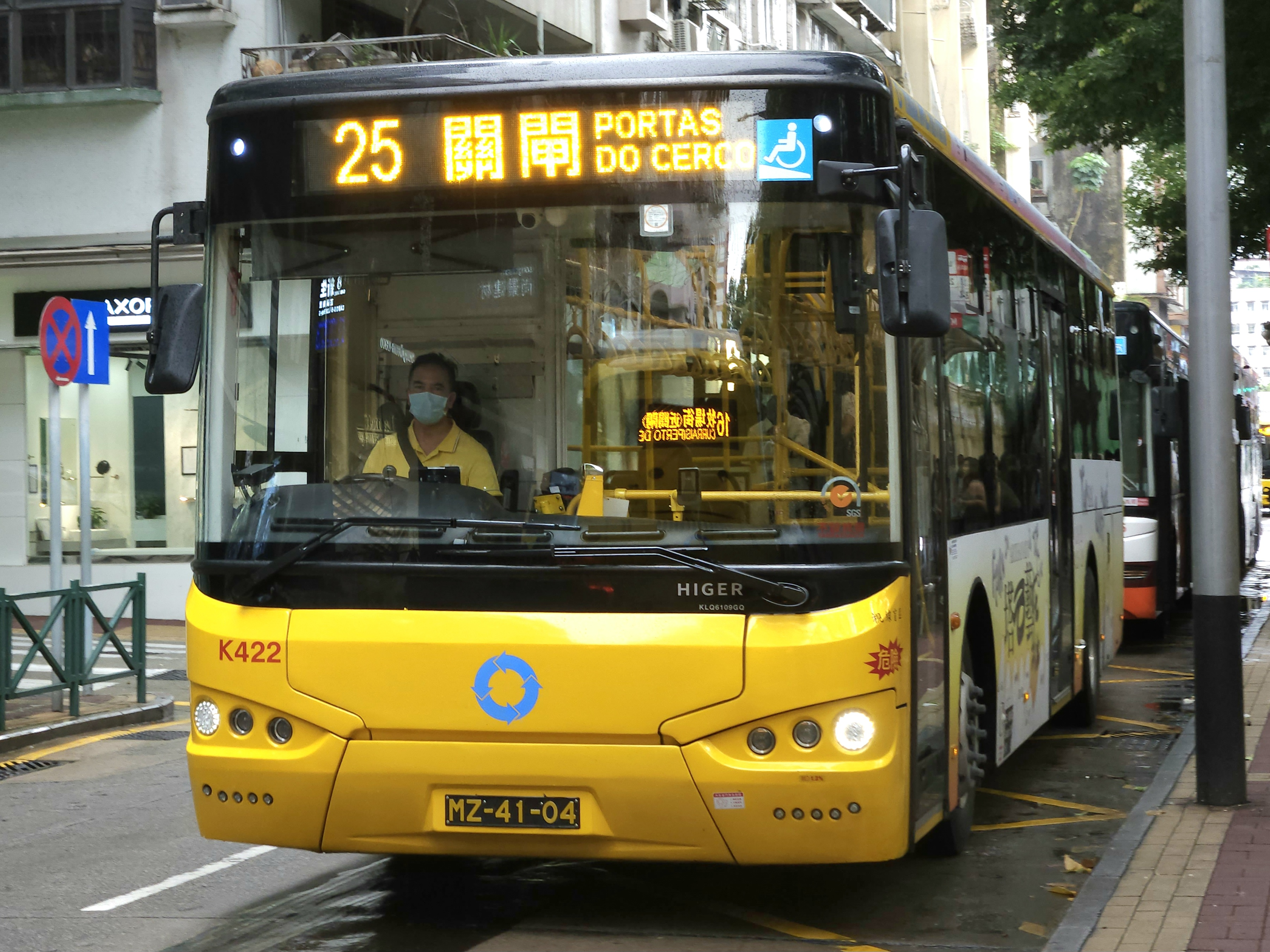
蘇州金龍KLQ6109GQ
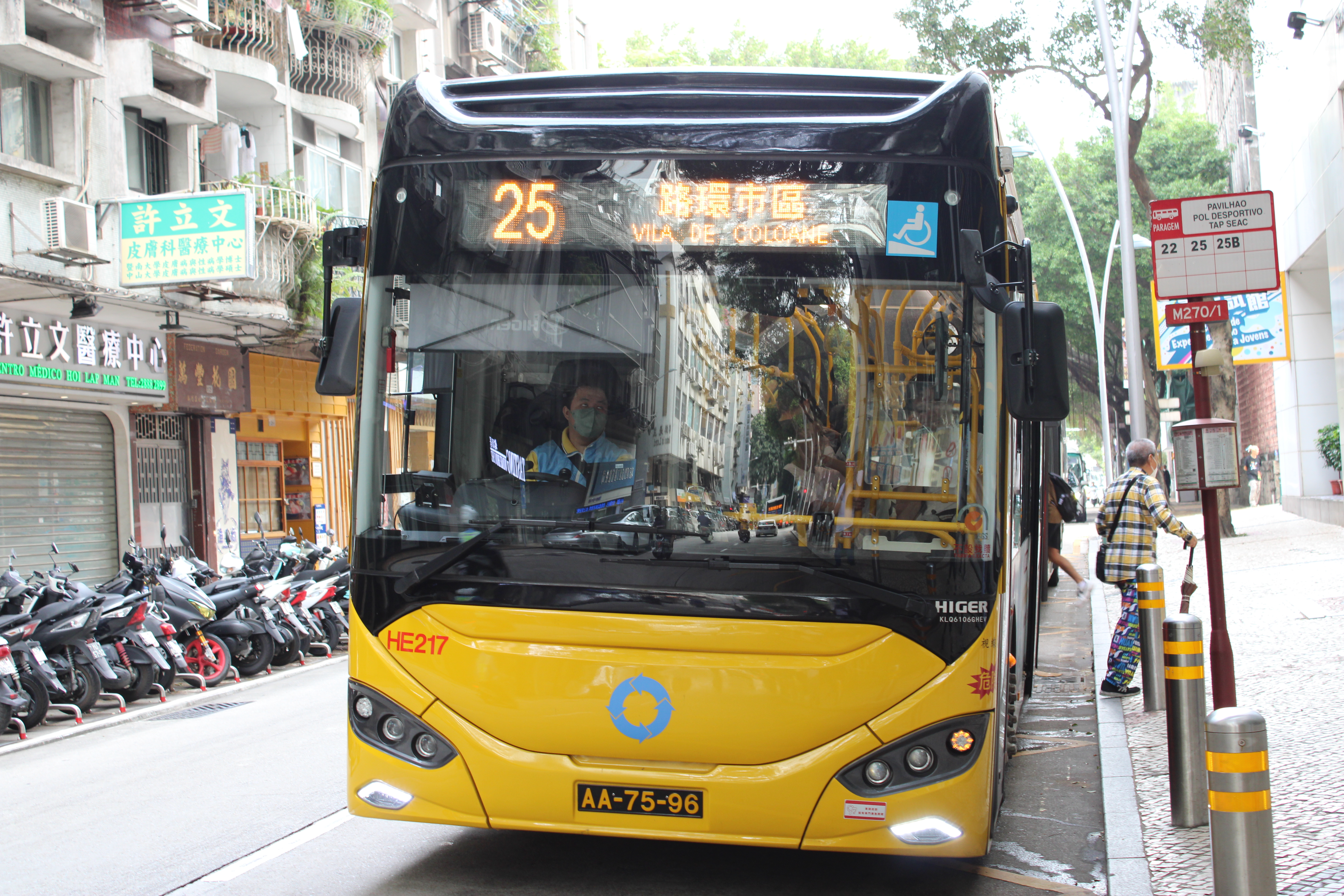
蘇州金龍KLQ6106GHEV
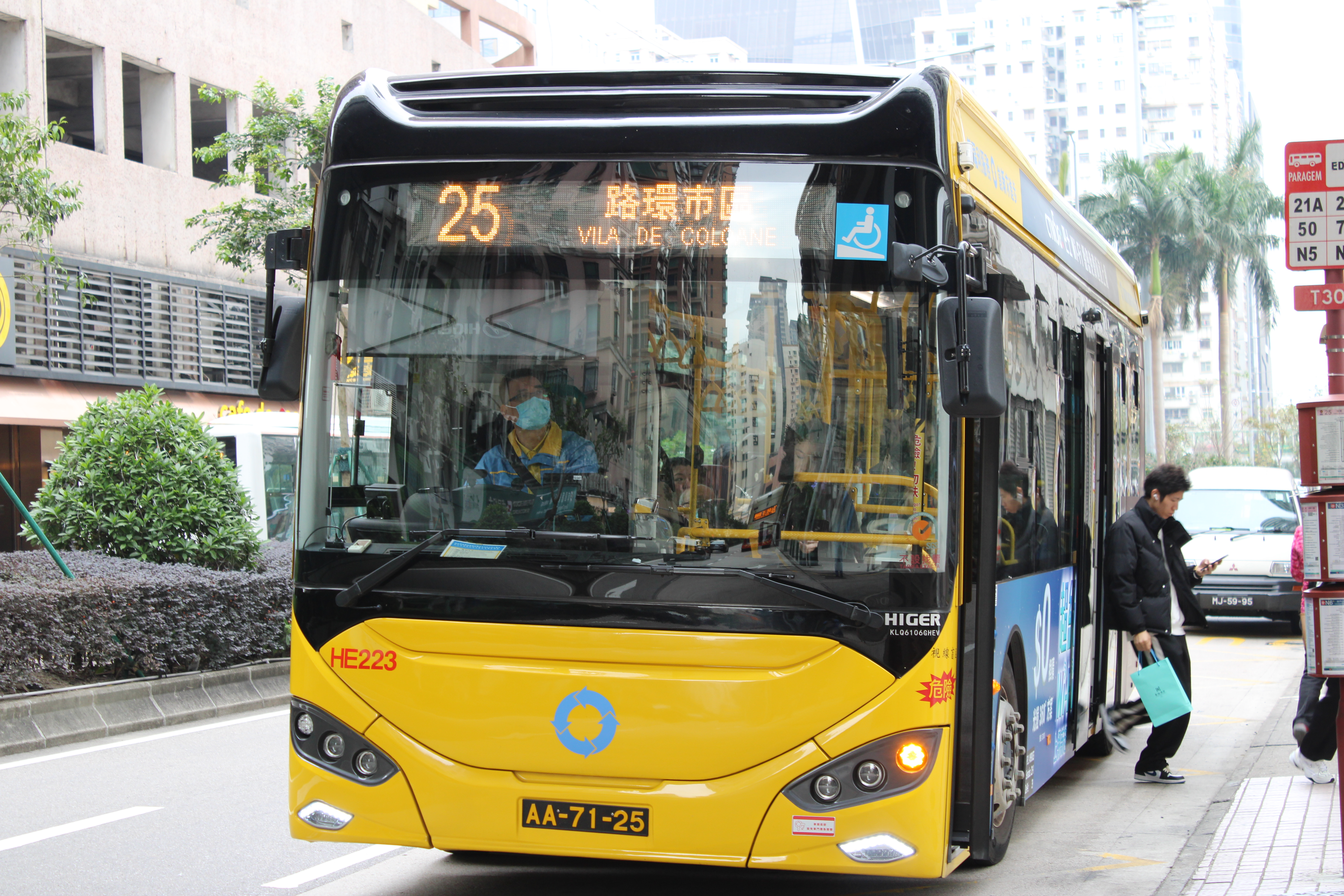
蘇州金龍KLQ6106GHEV
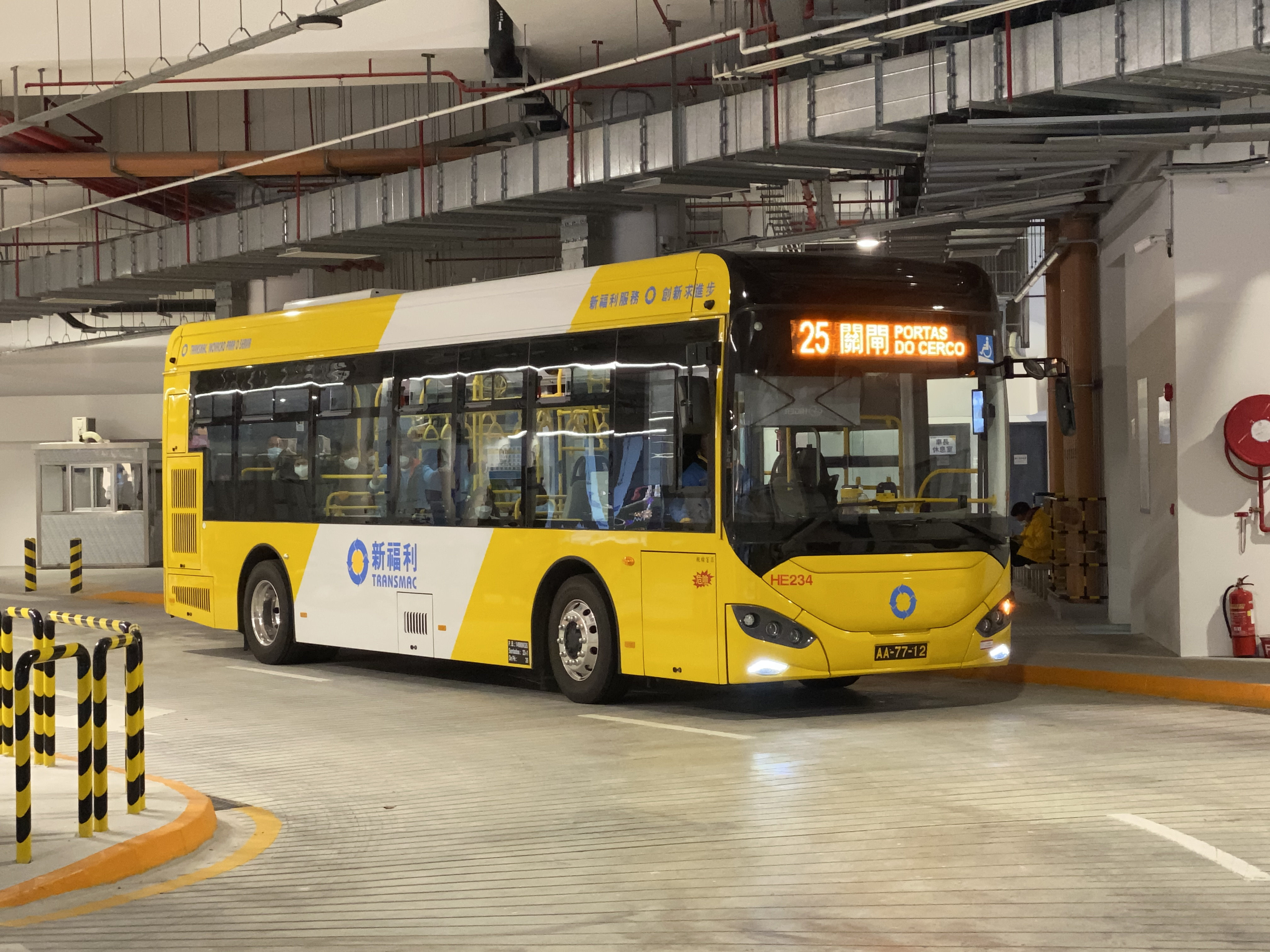
蘇州金龍KLQ6106GHEV
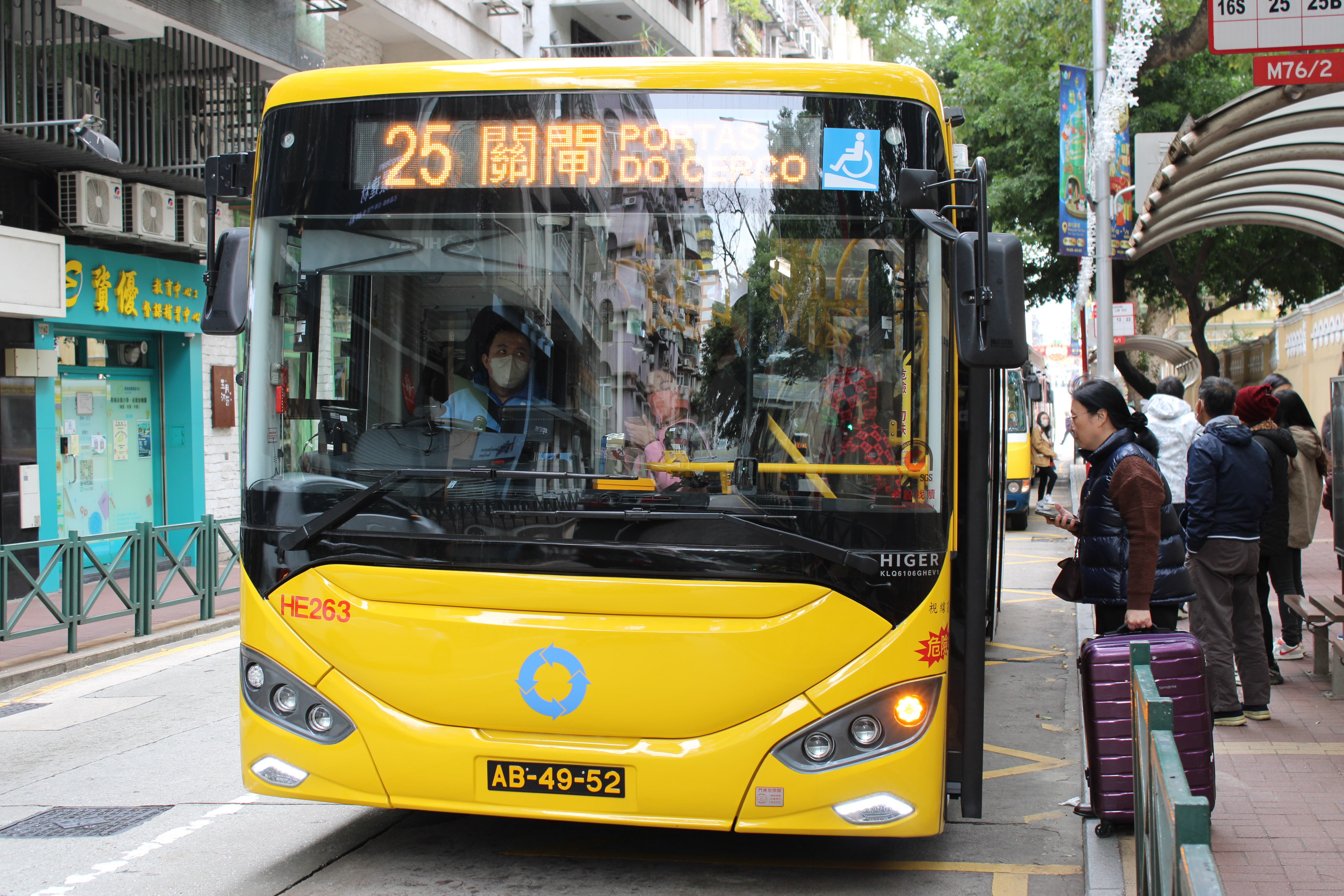
蘇州金龍KLQ6106GHEV1
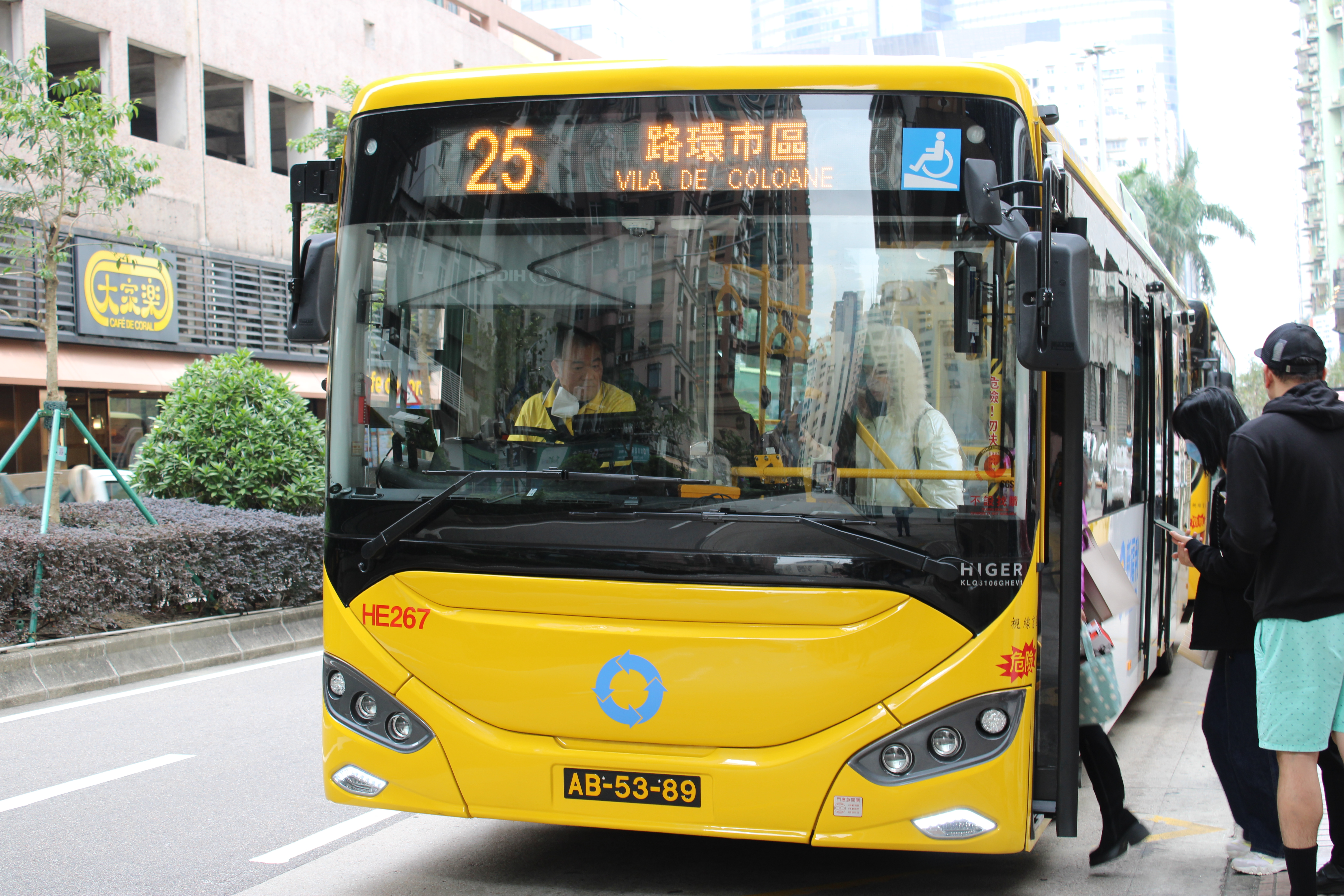
蘇州金龍KLQ6106GHEV1
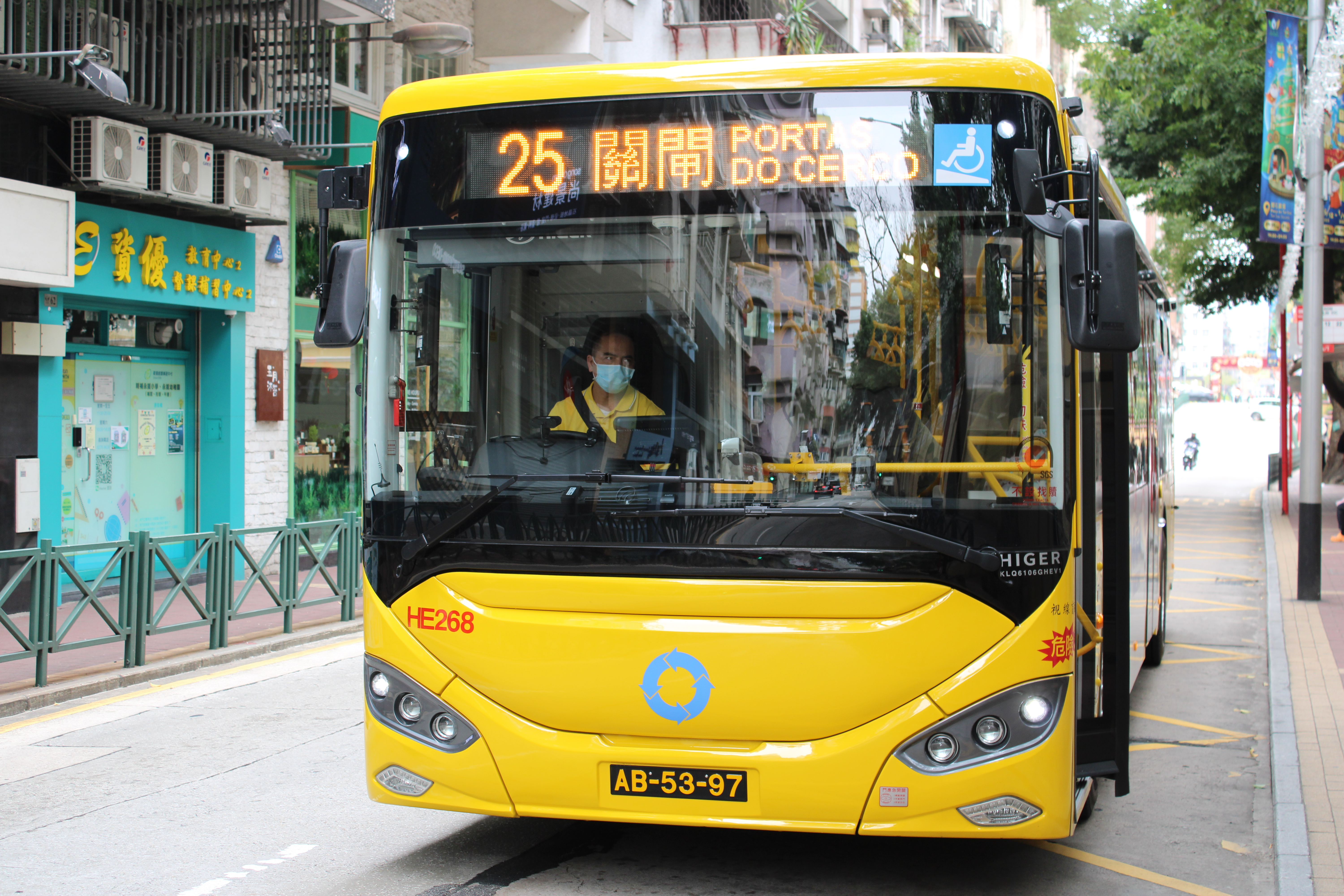
蘇州金龍KLQ6106GHEV1
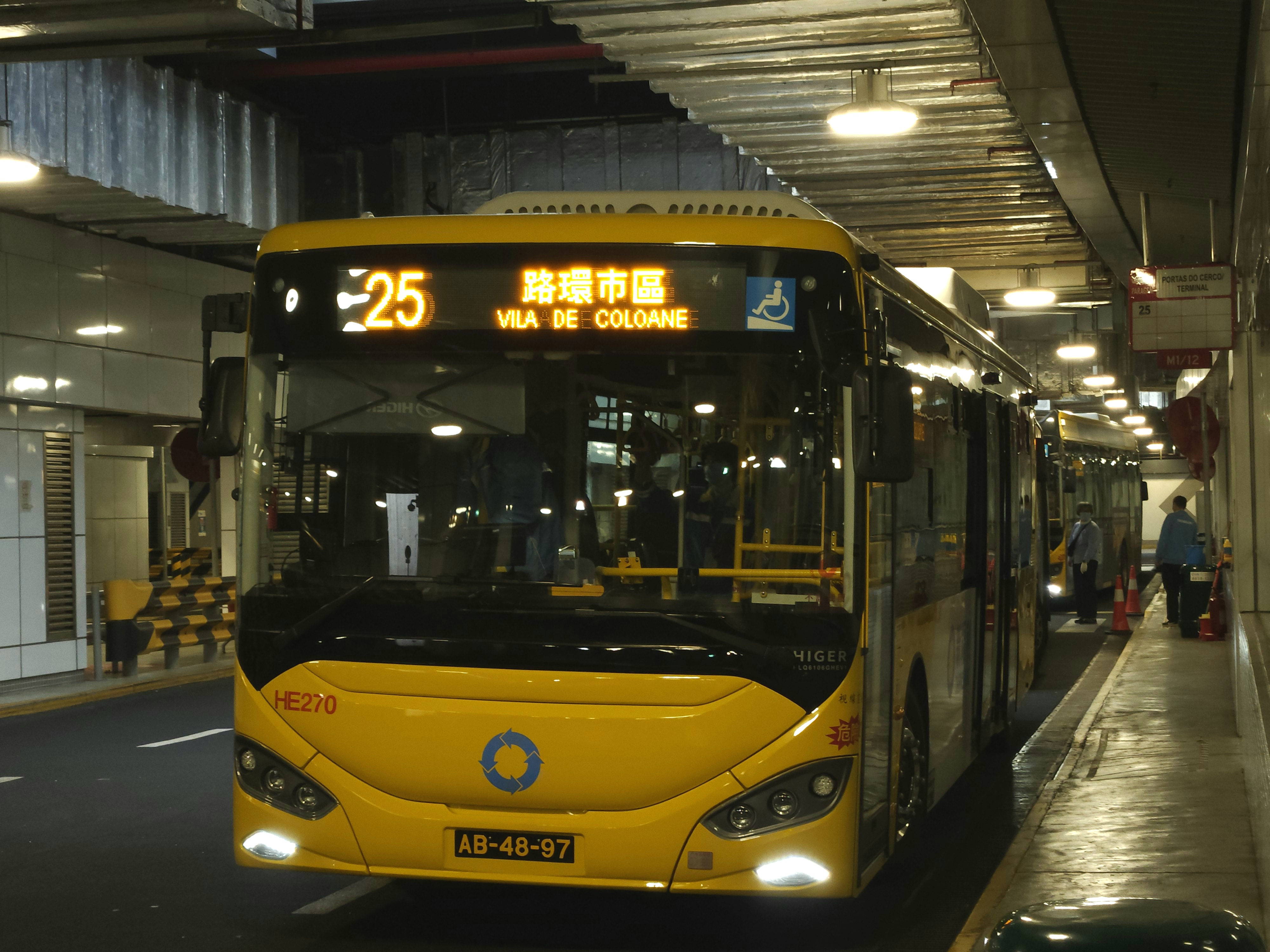
蘇州金龍KLQ6106GHEV1
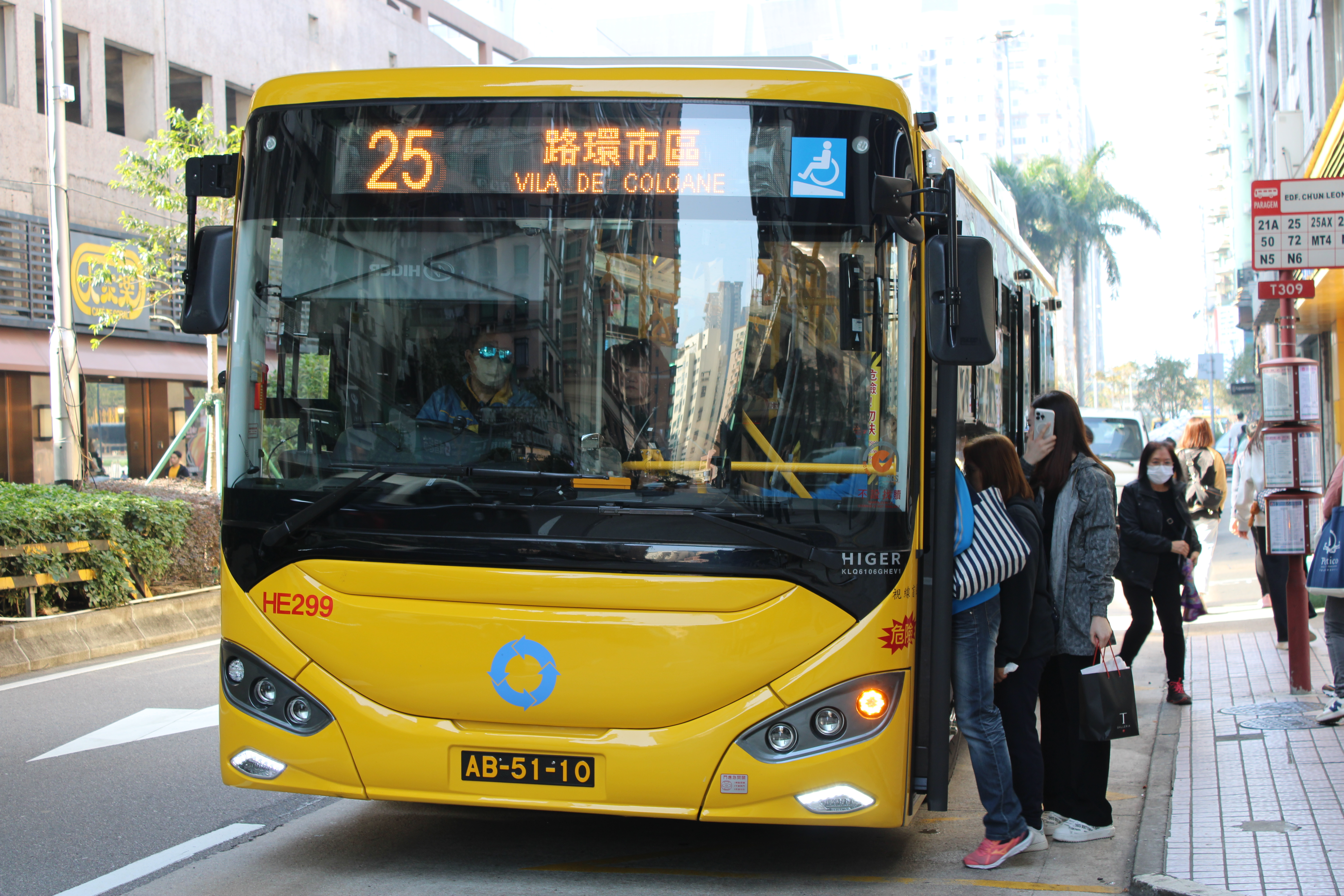
蘇州金龍KLQ6106GHEV1
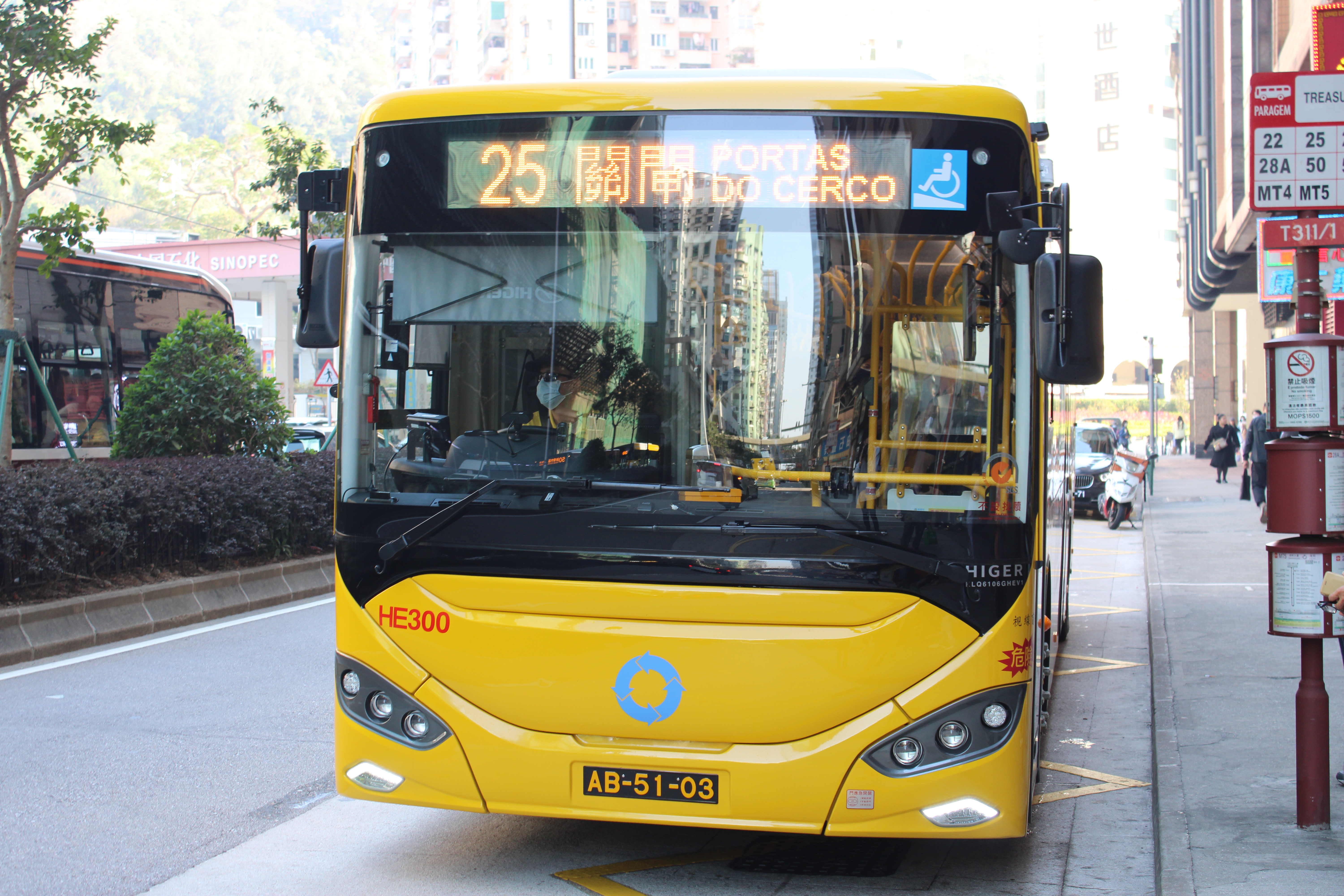
蘇州金龍KLQ6106GHEV1
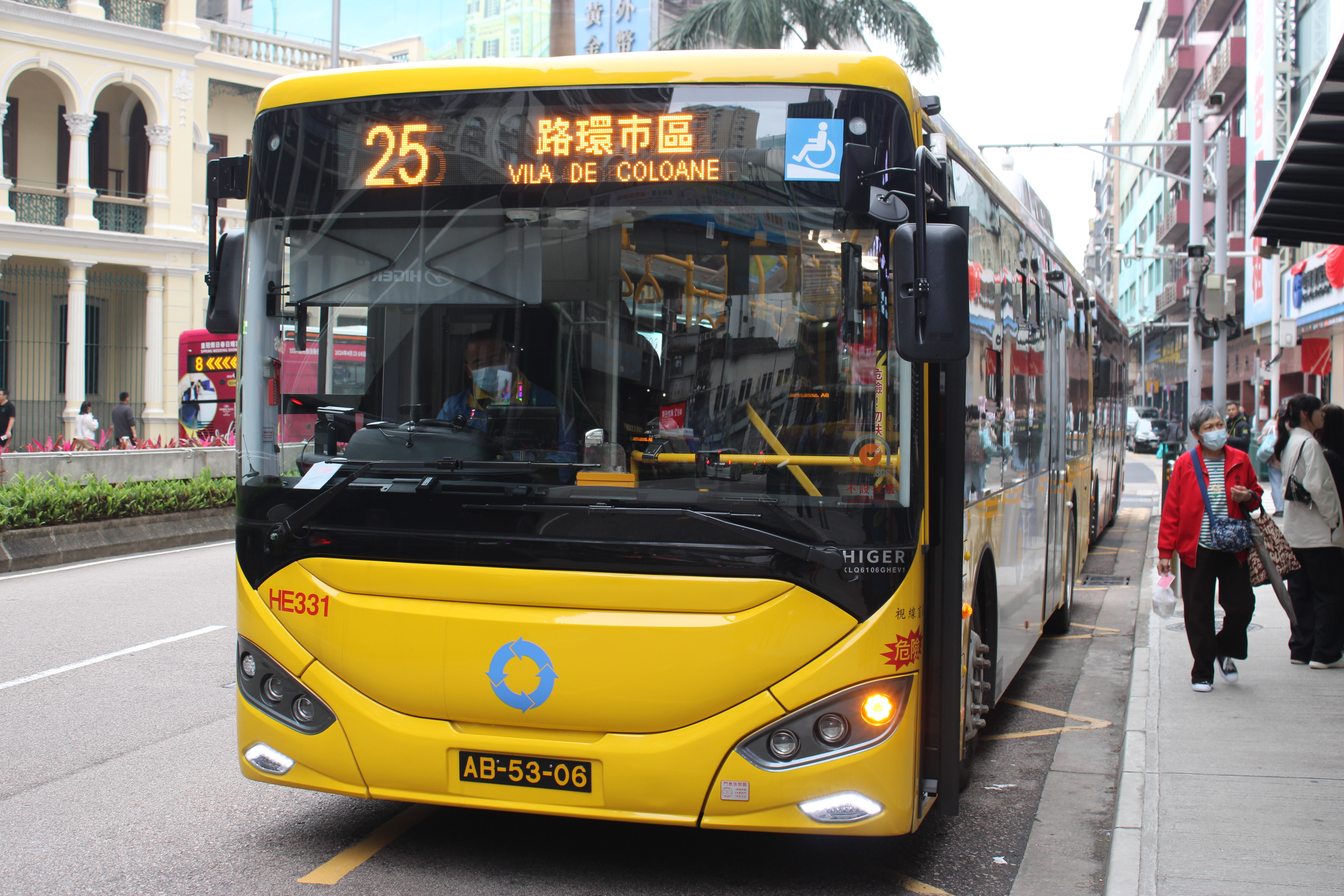
蘇州金龍KLQ6106GHEV1

## 外部連結
- （繁體中文）澳門新福利公共汽車有限公司官方網頁 （页面存档备份，存于）